# Abkürzungen/Luftfahrt/E–K
Dies ist der dritte Teil der Liste Abkürzungen/Luftfahrt.

## Liste der Abkürzungen
| Teil 1 | A                     | A |
| Teil 2 | B–D                   | B; C; D |
| Teil 3 | E–K                   | E – (EA, EB, EC, ED, EE, EF, EG, EH, EI, EL, EM, EN, EO, EP, EQ, ER, ES, ET, EU, EV, EW, EX, EZ); F – (FA, FB, FC, FD, FE, FF, FG, FH, FI, FL, FM, FN, FO, FP, FQ, FR, FS, FT, FU, FV, FW, FY, FZ); G – (GA, GB, GC, GD, GE, GF, GG, GH, GK, GL, GM, GN, GO, GP, GR, GS, GT, GU, GV, GW); H – (HA, HB, HC, HD, HE, HF, HG, HH, HI, HJ, HL, HM, HN, HO, HP, HQ, HR, HS, HT, HU, HV, HW, HX, HY, HZ); I – (IA, IB, IC, ID, IE, IF, IG, IH, II, IL, IM, IN, IO, IP, IR, IS, IT, IV); J – (JA, JB, JC, JE, JG, JH, JM, JN, JO, JP, JR, JS, JT, JU); K – (KA, KC, KE, KG, KH, KI, KK, KM, KN, KO, KP, KS, KT, KV, KW, KZ) |
| Teil 4 | L–R                   | L; M; N; O; P; Q; R |
| Teil 5 | S–Z                   | S; T; U; V; W; X; Y; Z |
| Teil 6 | russische Abkürzungen | |
| Teil 7 | Zahlen                | Zahlen |
| Teil 7 | Anhang                | NICHT berücksichtigte Abkürzungen; Sortierkriterien |
| Teil 7 | Beispiele             | Flugplan; VFR Bulletin; METAR |

### E
(zum nächsten Buchstaben – F) … (zum Anfang der Liste)
EA, EB, EC, ED, EE, EF, EG, EH, EI, EL, EM, EN, EO, EP, EQ, ER, ES, ET, EU, EV, EW, EX, EZ
| E           | Echo | Int. Buchstabieralphabet (ICAO-Alphabet) |
| E           | East; Eastern Longitude | Ost; östlich; östlicher Längengrad |
| E           | Even (Altitude or FL) | gerade Zahlen (Flughöhe oder FL) |
| E           | Class-E Airspace | Luftraum der Klasse E (Luftraumstruktur) |
| E           | Emergency (Frequency or Lighting)                                                                                             | Notfallfrequenz oder -befeuerung |
| E           | Electronic (Aircraft) | Elektronisches Aufklärungsflugzeug (z. B. E-3; E-4; E-6; E-8; E-10) |
| E           | Economy Class (IATA) | Touristenklasse (Buchungsklasse) |
| E           | | Spezialcode: Shuttle-Service ohne Reservierung (Buchungscode der Lufthansa und Star Alliance) – siehe: Buchungsklasse |
| E           | Examiner | Prüfer |
| EA          | Each | jede |
| EA          | Environmental Assessment | Einschätzung der Umweltauswirkungen |
| EAA         | Experimental Aircraft Association                                                                                             | US-Verein der Flugzeugeigenbauer – eine der größten Luftfahrtvereinigungen weltweit (veranstaltet die Oshkosh Air Show) |
| EAAP        | European Association for Aviation Psychology                                                                                  | Vereinigung der europäischen Luftfahrtpsychologen |
| EAC         | Estimated Approach Clearance                                                                                                  | voraussichtliche Anflugfreigabe (im Holding) (???) |
| EAD         | Emergency Airworthiness Directive                                                                                             | |
| EAD         | European Aeronautical Database; European AIS Database                                                                         | |
| EADI        | Electronic Attitude Director Indicator                                                                                        | (Boeing) |
| EADS        | European Aerospace, Defense and Space Company                                                                                 | Hersteller, 2014 umbenannt in Airbus, Sparten für Militär und Raumfahrt, für Zivilflugzeuge … |
| EADI        | Electronic Attitude Direction Indicator                                                                                       | elektronischer Lageanzeigebildschirm (künstlicher Horizont, Höhe, ILS usw. – der Hauptbildschirm des Piloten im Glascockpit) – auch Primary Flight Display (PFD) genannt eine Komponente des Electronic Flight Instrument System (EFIS), das wiederum eine Komponente des Flight Management Computers (FMC) ist |
| EAH         | Eye aerial height | Auge – Antenne Abstand |
| EAN         | European Aviation Network | |
| EANS        | Estonian Air Navigation Services                                                                                              | |
| EAS         | Equivalent Air Speed | Äquivalente Fluggeschwindigkeit – siehe auch: Fluggeschwindigkeit; nur auf Meereshöhe ist EAS = Calibrated Airspeed – CAS |
| EAS         | En-Route Automation System | |
| EASA        | European Aviation Safety Agency                                                                                               | Europäische Agentur für Flugsicherheit (Nachfolge der JAA) |
| EASAC       | European Aviation Safety Advisory Committee                                                                                   | Europäischer Beratungsausschuss für die Luftfahrtsicherheit |
| EAT         | Expected Approach Time; Estimated Approach Time                                                                               | erwarteter Beginn des Approach beginnend vom IAF; nicht identisch mit ETA. |
| EAT         | Foodstuff (Cargo Code) | Nahrungsmittel |
| EATCHIP     | European Air TraffiC Harmonisation and Integration Programme                                                                  | einheitliche Flugsicherungsverfahren in Europa |
| EATM        | European Air Traffic Management                                                                                               | Flugverkehrsmanagement |
| EATMS       | Enhanced (European) Air Traffic Management System                                                                             | |
| EB          | East Bound | in östlicher Flugrichtung |
| EBAA        | European Business Aviation Association                                                                                        | Verein der europäischen Geschäftsflieger |
| EBACE       | European Business Aviation Convention and Exhibition                                                                          | findet jährlich in Genf statt |
| EBF         | External Blown Flap | |
| EBND        | Eastbound | |
| EBU         | Engine Build Up | |
| ECA         | European Cockpit Association                                                                                                  | Europäischer Cockpitverband |
| ECAA        | European Common Aviation Area                                                                                                 | Liberalisierung |
| ECAC        | European Civil Aviation Conference                                                                                            | Europäische Zivilluftfahrtkonferenz (Zivilluftfahrt-Gremium der europäischen Verkehrsminister) |
| ECAM        | Electronic Centralized Aircraft Monitoring (Airbus)                                                                           | zentrale elektronische Flugzeugüberwachung; Anzeigegerät der kompletten Flugzeugstatus (APU, Luftdrucksysteme, Klimaanlage, Türenübersicht/Sauerstoff, Elektrizität, Triebwerkinfos, Flugkontrolle, Treibstoff, Hydraulik, Reifen/Bremsen), Anzeigen von Fehlern und Warnungen; entspricht bei Boeing dem EICAS |
| ECARDA      | European Coherent Approach for Research and Technological Development for Air Traffic Management                              | |
| ECCAA       | Eastern Caribbean Civil Aviation Authority                                                                                    | |
| ECCAIRS     | European Co-ordination centre for Accident and Incident Reporting Systems                                                     | |
| ECCM        | Electronic Counter Counter Measures                                                                                           | |
| ECET        | End of Civil Evening Twilight                                                                                                 | Ende der bürgerlichen Abenddämmerung |
| ECM         | Engine Condition Monitoring, Engine Control Monitor                                                                           | (Boeing) |
| ECM         | Electronic Countermeasures | Elektronische Gegenmaßnahmen (elektromagnetischen Wellen des gegnerischen Radars stören oder verwirren); Elektronische Kampfführung |
| ECCM        | Electronic counter-countermeasures                                                                                            | Überwindung elektronischer Gegenmaßnahmen |
| ECH         | Equipment Change | Änderung der Flugzeugausstattung oder des eingesetzten Flugzeugs |
| ECIP        | European Convergence and Implementation Plan                                                                                  | ein von EUROCONTROL erstellter Plan zur Verbesserung des Flugverkehrsmanagements |
| ECO         | Engine Certification Office                                                                                                   | |
| ECOA        | Ecological and Economical Aircraft                                                                                            | |
| ECON        | Economy | spezielles Flugverfahren nach dem Cost Index (CI) |
| ECPI        | Elevator Control Position Indicator                                                                                           | Anzeige der Höhenruderstellung |
| ECS         | Environmental Control System                                                                                                  | Packs – Flugzeugsystem für die Luftversorgung im Flugzeug, Temperaturkontrolle und Druckkontrolle für Besatzung und Passagiere (Klimaanlage, Heizung, Frischluft) |
| ECSMC       | Environmental Control System Miscellaneous Card                                                                               | (Boeing 777) |
| ECU         | Electronic Control Unit | eine andere Bezeichnung für FADEC (Full Authority Digital Electronics Control – voll digitaler Triebwerksregler) |
| E/D         | End of Descent | Endpunkt des Sinkfluges |
| EDA         | Emergency distance Available                                                                                                  | verfügbare Strecke im Notfall |
| EDCT        | Expect Departure Clearance Time                                                                                               | |
| ED-D        | Danger Area (Germany) | Kennung für ein deutsches Gefahrengebiet (E – Nordeuropa; D – Deutschland, D – Danger) |
| EDG         | Engine Driven Generator | (EDG drive) |
| EDI         | Engine Data Interface | (Boeing 777) |
| EDIU        | Engine Data Interface Unit | (Boeing 777) |
| EDM         | Engine Data Management (Analyzer)                                                                                             | Triebwerksdatenanzeigegerät und Triebwerksgrenzwertüberwachungsgerät |
| EDP         | Engine Driven Pump | vom Triebwerk angetriebene Pumpe (im Gegensatz zur Air Driven Pump – ADP) |
| EDP         | Engine Display Panel | (McDonnell Douglas MD-80 – integrierte Computeranzeige der primären Triebwerksparameter – EPR – Engine Pressure Ratio, EGT – Exhaust Gas Temperature, N1 – Low Pressure Rotor Speed, N2 – High Pressure Compressor Speed, FF – Fuel Flow) |
| ED-P        | Prohibited Area (Germany) | Kennung für ein deutsches Luftsperrgebiet (E – Europa; D – Deutschland, P – Prohibited) |
| E-DPI       | Early Departure Planning Information Message                                                                                  | |
| ED-R        | Restricted Area (Germany) | Kennung für ein deutsches Flugbeschränkungsgebiet (E – Europa; D – Deutschland, R – Restricted) |
| EDT         | Engine Driven Pump | vom Triebwerk angetriebene Pumpe |
| EDT         | Eastern Daylight Time | (Zeitzone) |
| EDTC        | Expect Departure Clearance Time                                                                                               | |
| EDTO        | Extended Diversion Time Operations                                                                                            | Maßnahmen zur Sicherheit bei Triebwerksausfällen; Erlaubnis für Routen in größerer Entfernung zu Ausweichflughäfen |
| EE          | European Economic Area | EU und assoziierte Staaten |
| E/E, E&E    | Electronics and Equipment Bay, Electrical and Electronics (Compartment), Electrical and Electronics Bay, Electronic Equipment | Hauptavionikraum (bei großen Flugzeugen meist dicht hinter dem Bugfahrwerk) |
| E/E         | Electrical/Electronic | |
| EEC         | Electronic Engine Control; Engine Electronic Control                                                                          | (Boeing 777) |
| EEE         | Error | Irrtum |
| EEFAE       | Environmentally Friendly Aero Engines                                                                                         | |
| EEMK        | Enhanced Emergency Medical Kit                                                                                                | |
| EEPROM      | Electrically Erasable Programmable Read Only Memory                                                                           | elektrisch löschbarer, programmierbarer Nur-Lese-Speicher |
| EES         | Emergency Evaluation Signal                                                                                                   | |
| EET         | Estimated Elapsed Time | voraussichtliche Flugdauer von einem signifikanten Wegpunkt zum nächsten |
| EF          | Eurofighter EF 2000 | |
| EF          | Engine Failure | Triebwerksausfall |
| EFA         | European Fighter Aircraft | |
| EFAS        | En Route Flight Advisory Service                                                                                              | (Synonym: Flightwatch) |
| EFAS        | Electronic Flash Approach Light System                                                                                        | Elektronische Blitzanflugfeuerkette |
| EFB         | Electronic Flight Bag | „elektronische Pilotenkoffer“ – auf LCDs dargestellte komplexe Flugdaten – als Arbeitshilfe |
| EFC         | Electronic Engine Control | elektronische Triebwerkssteuerung |
| EFC         | Expect Further Clearance (Time)                                                                                               | weitere Freigaben erwarten (plus Zeitangabe) (bei verweigerter Freigabe oder Teilfreigabe) – besonders bei Aufforderung zum Einfliegen in eine Warteschleife |
| EFC         | Elevator Feel Computer | (Boeing) – erzeugt einen künstlichen „Höhenruderdruck“ am Steuerhorn, um dem Piloten eine Rückmeldung zu geben |
| EFCS        | Electronic Flight Control System                                                                                              | (Airbus) |
| EFF         | Effective, Effect | wirksam, bewirken |
| EFI         | Electronic Flight Instruments                                                                                                 | elektronische Fluginstrumente |
| EFIS        | Electronic Flight Instrument System                                                                                           | Glascockpit; elektronisches Flug- und Informationssystem; elektronisches Fluginformationssystem; elektronische Flugdatenverarbeitung und Anzeige (Bildschirme) – eine Komponente des Flight Management Systems (FMS) |
| EFP         | Engine Failure Procedure | Abflugverfahren nach Triebwerksausfall; Flugverfahren bei Triebwerksausfall |
| EFR         | Expect Further Routing | |
| EFU         | Elevator Feel Unit | (Boeing) – erzeugt einen künstlichen „Höhenruderdruck“ am Steuerhorn, um dem Piloten eine Rückmeldung zu geben |
| EGAF        | East German Air Force | ostdeutsche Luftwaffe; Luftstreitkräfte der Nationalen Volksarmee |
| EGNOS       | European Geostationary Navigation Overlay Service                                                                             | Europäisches Differential-GPS-System |
| EGPWC       | Enhanced Ground Proximity Warning Computer                                                                                    | Computer für das Erweiterte Bodenannäherungswarnsystem (Enhanced Ground Proximity Warning System – EGPWS) |
| EGPWS       | Enhanced Ground Proximity Warning System                                                                                      | Erweitertes Bodenannäherungswarnsystem (Boeing 737-700, -800, -900, Boeing 757, Boeing 767) |
| EGT         | Exhaust Gas Temperature | Abgastemperatur des Triebwerkes (Messgerät); Abgasstrahltemperatur |
| EHA         | European Helicopter Association                                                                                               | Interessenverband v. Herstellen und Betreibern von Hubschraubern |
| EHF         | Extreme High FrequencyArt. 2,Sec.I, Nr. 2.1                                                                                   | Frequenzbereich 30 GHz bis 300 GHz, Millimetric wave (Millimeterwellen) |
| EHS         | Enhanced Surveillance | verstärkte Luftraumüberwachung |
| EHSI        | Electronic Horizontal Situation Indicator, Electronic HSI                                                                     | elektronischer Fluglageanzeiger (das Navigationsdisplay (ND) des Piloten im Glascockpit) – eine Komponente des Electronic Flight Instrument System (EFIS), das wiederum eine Komponente des Flight Management Computers (FMC) ist |
| EIBT        | Estimated In-Block Time; Estimated On-Block Time                                                                              | |
| EICAS       | Engine Indication and Crew Alerting System, Engine Indicating and Crew Alerting System                                        | (Boeing) Triebwerküberwachungssystem; Triebwerksanzeige- und Besatzungswarnsystem; Anzeige der wichtigsten Triebwerksparameter |
| EIR         | En route instrument rating | Strecken-Instrumentenflugberechtigung |
| EIS         | Environmental Impact Statement                                                                                                | Einschätzung der Umweltauswirkungen von technischen Projekten – USA (Draft EIS, Final EIS, Supplemental EIS) |
| EIS         | Entry Into Service | erste Indienststellung eines Flugzeuges |
| EIS         | Engine Instrument System | |
| EIS         | Electronic Instrument System                                                                                                  | (Glascockpit, EFIS) |
| EIU         | EFIS/EICAS Interface Unit | |
| EL          | Runway End Lights | Befeuerung am Ende der Start-/Landebahn |
| EL          | Elevation-Station (MLS) | |
| ELAC        | Elevator and Aileron Computer (A320)                                                                                          | Rechner für Höhenruder und Querruder |
| ELBA        | Emergency Location Beacon for Aircraft                                                                                        | Notsender, Notfunkbake |
| ELCU        | Electrical Load Control Unit                                                                                                  | |
| ELDT        | Estimated Landing Time | voraussichtliche Landezeit |
| ELEC        | Electrical; Electric | elektrisch (Elektrischer Strom) |
| ELECT       | Electronic | elektronisch (Elektronik) |
| ELEV        | Elevation | Höhe über Grund (AGL – Above Ground level); Höhe über einem Bezugspunkt (z. B. Fuß des Turmes, Umgebung, Boden) – im Gegensatz zu Altitude – ALT (Höhe über dem Meeresspiegel) – Beispiel: ein 100 m hoher Turm auf einem 2000 m hohen Berg hat an seiner Turmspitze eine ALT von 2100 m und eine ELEV von 100 m; höchster Punkt im Landebereich des Platzes, angegeben in Fuß über MSL. |
| ELEV        | Elevator | Höhenruder |
| ELFAA       | European Low Fares Airline Association                                                                                        | |
| ELFIN       | European Laminar Flow Investigation                                                                                           | |
| ELMS        | Electrical Load Management System                                                                                             | (Boeing 777) |
| ELPS        | Emergency Light Power Supply                                                                                                  | |
| ELR         | Environmental Lapse rate | Atmosphärischer Temperaturgradient |
| ELS         | Electronic Library System | Elektronisches Lexikon |
| ELT         | Emergency Locator Transmitter (aktueller: Emergency position-indicating rescue beacon)                                        | Notfallsender; Notfunkbake; selbsttätiger Notsender, der sich im Falle eines Unfalls automatisch einschaltet, um das Flugzeug schneller zu finden; ELT ist für Flugzeuge, während EPIRB für Seenotfälle ist und PLB für Personen |
| EM          | Emission | Ausstrahlung |
| EMAR        | European Military Airworthiness Requirements                                                                                  | Lufttüchtigkeitsanweisungen, Harmonisierung der Zulassung von Militärflugzeugen |
| EMAS        | Engineered Materials Arresting System                                                                                         | spezielle Zementblöcke aus Porenbeton (Mineralbetonwerkstoffe – als Ersatz für den herkömmlichen Belag in der Auslaufzone der Runway), mit denen der Untergrund am Ende der Landebahn gepflastert ist, die beim Overrun eines Flugzeuges unter dessen Gewicht zerkrümelt und es zum Halten bringt (z. B. John-F.-Kennedy-Flughafen New York 1996 – der weltweit erste Einsatz; Teterboro Airport – New York – IATA: TEB – ICAO: KTEB) – von der Port Authority of New York and New Jersey in Auftrag gegeben und gemeinsam mit der FAA entwickelt; stoppte 1999 sicher ein überschießendes Commuterflugzeug mit 27 Personen an Bord; 2003 wurde ein Frachtflugzeug erfolgreich gestoppt und 2006 ein weiteres Flugzeug sicher zum Halten gebracht; der Effekt ist vergleichbar mit einem Auto, das in immer tieferen Schnee fährt; die Porenbeton-Blöcke haben eine Höhe von 0 bis 100 cm und können ein Flugzeug stoppen, das bis zu 128 km/h rollt (80 mph). Insgesamt gab es bis Ende Oktober 2012 weltweit insgesamt 62 solcher Systeme. Wenn ein Flugzeug diesen Bereich überrollt, dann brechen seine Reifen kontrolliert in das relativ weiche Material ein und das Flugzeug wird ohne größere Beschädigungen zum Stillstand gebracht. Die Rollstecke beträgt dabei maximal noch 90 m bis zum Stillstand. So kann der laut ICAO geforderte Overrun (mit herkömmlichem festen Runwaybelag) von 240 m deutlich reduziert werden. |
| EMBD        | Embedded | eingebettet (zwischen anderen Wolkenarten) (Wetterschlüssel für METAR und TAF) |
| EMC         | Electromagnetic Compatibility                                                                                                 | |
| EMC         | Entertainment Multiplexer Controller                                                                                          | |
| EMDP        | Electric Motor Driven Pump | |
| EMER        | Emergency | Dringlichkeit; Notlage |
| EMERG       | Emergency | Dringlichkeit; Notlage |
| EMF         | Equipment Maintenance Flight                                                                                                  | (Militär) |
| EMGY        | Emergency | Dringlichkeit; Notlage |
| EMI         | Electromagnetic Interference                                                                                                  | |
| EMK         | Emergency Medical Kit | |
| EMM         | Engine Maintenance Manual | |
| EMS         | Emergency Medical Service | Medizinischer Notfalldienst |
| EN          | English | englisch |
| ENAV        | Ente Nazionale di Assistenza al Volo S.p.A.                                                                                   | italienische Flugsicherung |
| ENE         | East-northeast | Ostnordost (Himmelsrichtung) |
| ENG         | Engine | Triebwerk, Motor, Turbine |
| ENG OUT     | Engine Out | |
| ENG PRI     | Engine Primary | |
| ENR         | En-Route | auf der Flugstrecke; unterwegs – Kapitel im AIP (Aeronautical Information Publication) |
| ENRT        | En-Route | auf der Flugstrecke; unterwegs (Wetterschlüssel für METAR und TAF) |
| ENT         | Entry | Eingang |
| ENTMT       | Entertainment | Unterhaltung |
| ENU         | East-North-Up | |
| ENV         | East-North-Vertical | |
| EO          | Engineering Order | |
| EOBT        | Estimated Off Block Time | voraussichtliche Abblockzeit (geschätzter Zeitpunkt für Triebwerksstart) |
| EOSID       | Engine Out Standard Instrument Departure                                                                                      | SID für den 1X-Fall; Standardabflugroute bei Triebwerksausfall; Instrumentenabflugverfahren nach Triebwerkausfall |
| EP          | Emergency Procedure | Notfall-Verfahren |
| EP          | Enplaned Passenger | |
| EPC         | External Power Contractor | (Boeing) |
| EPCS        | Electronic Propulsion Control System                                                                                          | (Boeing) |
| EPCU        | Electrical Power Control Unit                                                                                                 | (McDonnell Douglas MD-90 – kontrolliert die wichtigsten elektrischen Funktionen) |
| EPE         | Estimated Precision Error | geschätzter Positionsfehler; auch als Actual Navigation Performance (ANP) bezeichnet |
| EPIRB       | Emergency Position-Indicating Radio Beacons                                                                                   | Notfunkbake – für Seenotfälle; während ELT für Flugzeuge ist und PLB für Personen |
| EPM         | Electronic Protective Measure                                                                                                 | |
| EPNdB       | Effective Perceived Noise dB                                                                                                  | effektiv wahrgenommer Lärmpegel in dB (lt. LuftVO) |
| EPR         | Engine Pressure Ratio | Triebwerksdruckverhältnis; Druckverhältnis einer Gasturbine – Quotient aus Turbinenauslassdruck und Verdichtereinlassdruck, Maß für die Leistungsabgabe einer Turbine; maximaler cycle pressure – Druckdifferenz zwischen Lufteinlass (Kompressor – Umgebungsdruck) und Luftauslass |
| EPRL        | Engine Pressure Ratio Limit                                                                                                   | Grenzwert für das Druckverhältnis einer Gasturbine |
| EPT         | Estimated Parking Time | |
| EPU         | Emergency Power Unit | (z. B. F-16) |
| EQAR        | Extended Storage Quick Access Recorder                                                                                        | erweiterte Version des Quick Access Recorder – QAR |
| EQPT        | Equipment | Ausrüstung; Gerät |
| EQUIP       | Equipment | Ausrüstung; Gerät |
| ER          | Here, Herewith | hier, hiermit |
| ER          | Extended Range | Flugzeugvariante mit höherer Reichweite (z. B. Boeing 777-200ER) |
| ERA         | Enroute Alternate | Ausweichflughafen auf der Flugstrecke, wichtig bei einigen Contingency-Fuel-Policies (Fuelberechnung) |
| ERA         | European Regions Airline Association                                                                                          | Vereinigung der europäischen Regionalfluggesellschaften |
| ERCOFTAG    | European Research Community on Flow, Turbulence and Combustion                                                                | |
| EREA        | European Research Establishments in Aeronautics                                                                               | |
| ERNP        | European Radio Navigation Plan                                                                                                | |
| EROPS       | ETOPS | Maßnahmen zur Sicherheit bei Triebwerksausfällen; Erlaubnis für Routen in größerer Entfernung zu Ausweichflughäfen |
| ERP         | Eye Reference Point | optischer Referenzpunkt (Boeing) |
| ES          | Espanol | spanisch sprechend |
| E-S         | Enroute Supplement | |
| ESA         | Emergency Safe Altitude | |
| ESAD        | Equivalent Still Air Distance                                                                                                 | geflogene Distanz unter Berücksichtigung von Gegenwind oder Rückenwind; |
| ESC         | Entertainment/Service Controller                                                                                              | |
| ESE         | East South East | Ostsüdost (Himmelsrichtung) |
| ESP         | En-Route Spacing Program | |
| ESPH        | Equivalent Shaft Horse Power (SHP)                                                                                            | bei Turboprops: Wellenleistung (Leistung an der Propellerwelle) – SHP – plus Rückstoßeffekt der antreibenden Turbine – siehe: Horsepower |
| ESPLY       | Especially | speziell; insbesondere |
| EST         | Estimate; Estimated; Estimate Message                                                                                         | Schätzung; geschätzt; Meldung des voraussichtlichen Zeitpunktes |
| EST         | Eastern Standard Time (USA)                                                                                                   | UTC + 10 (Zeitzone) |
| EST         | Established (on ILS or Radial)                                                                                                | stabilisiert (auf ILS-Kurs) – erst dann beginnt der Sinkanflug auf dem ILS-Strahl |
| ESTAB       | Established (on ILS or Radial)                                                                                                | stabilisiert (auf ILS-Kurs) – erst dann beginnt der Sinkanflug auf dem ILS-Strahl |
| ESTLW       | Estimated Landing Weight | geschätztes Landegewicht (Landing Weight) |
| ESTOL       | Extremely Short Take Off And Landing                                                                                          | extreme Kurzstart und Kurzlandung |
| ESTTOW      | Estimated Take-Off Weight | geschätztes Startgewicht |
| ESTZFW      | Estimated Zero Fuel Weight | geschätztes Leertankgewicht (Zero Fuel Weight) |
| ESUC        | Estimated Start-Up Clearance                                                                                                  | |
| ESWL        | Equivalent Single Wheel Load                                                                                                  | äquivalente Einzelradbelastung |
| ET          | Elapsed Time | verstrichene Zeit, verstrichene Flugzeit |
| ET          | Engine Time | Motorlaufzeit |
| ETA         | Estimated time of arrival | voraussichtliche Ankunftszeit; kalkulierte Ankunftszeit |
| ETC         | Electronic Turbine Control Unit                                                                                               | |
| ETD         | Estimated Time of Departure                                                                                                   | voraussichtliche Abflugzeit; kalkulierte Abflugzeit |
| ETE         | Estimated Time Elapsed; Estimated Time Enroute                                                                                | voraussichtliche Flugzeit (siehe dazu: Estimated time of arrival) |
| ETFMS       | Enhanced Tactical Flow Management System                                                                                      | Erweitertes Taktisches Verkehrsfluss-Steuerungs-System (Eurocontrol) |
| ETIPS       | Electro-Thermal Ice Protection System                                                                                         | Enteisungssystem für Flüge über Wasser oder unerschlossenem Land |
| ETIS        | Emergency Terrain Information System                                                                                          | Gelände-Informationssystem für die Durchführung von Sicherheits-, Not- oder Außenlandungen außerhalb von Flugplätzen |
| ETIX        | Ticket | |
| ETKT        | Electronic Ticket | |
| ETL         | Einkreis-Turbinenluftstrahltriebwerk                                                                                          | einfache Form Turbinenluftstrahltriebwerk |
| ETNA        | Electronic Taxiway Navigation Array                                                                                           | System, welches Bodenfahrzeuge auf dem Vorfeld und dem Rollfeld Orten und Führen kann |
| ETO         | Estimated Time Over (significant point)                                                                                       | Geschätzte Überflugzeit über einem bestimmten Punkt |
| ETO         | Estimated Time of Overfly | Voraussichtliche Überflugszeit |
| ETOPS       | ETOPS | Maßnahmen zur Sicherheit bei Triebwerksausfällen; Erlaubnis für Routen in größerer Entfernung zu Ausweichflughäfen |
| ETOT        | Estimated Take Off Time | |
| ETPS        | European Test Pilots School                                                                                                   | Organisation zur Ausbildung von Testpiloten |
| ETP         | Equal Time Point | Halbzeitpunkt (auch PET genannt) |
| ETSO        | European Technical Standard Orders                                                                                            | z. B. Certification Specifications (CS-ETSO) der EASA |
| ETW         | | Europäischer transsonischer Windkanal |
| EU-ACA      | European Union Airport Coordinators Association                                                                               | |
| EUCARE      | European Confidential Aviation Safety Reporting Network                                                                       | unabhängiges Melde- und Informationssystem zur wissenschaftlichen Erfassung und Analyse von Problemen und Zwischenfällen |
| EUFALDA     | European Federation of Airline Dispatchers Associations                                                                       | Dachverband der europäischen Flugdienstberaterverbände |
| EUM         | European/Mediterranean Region (ICAO)                                                                                          | |
| EUR         | European Region | Europa-Region (ICAO-Region) |
| EUROCAE     | European Organisation for Civil Aviation Equipment                                                                            | |
| EUROCONTROL | European Organisation for the Safety of Air Navigation                                                                        | Europäische Organisation für Flugsicherung |
| EV          | Every | alle, jede |
| EVA         | Ethylene-vinyl acetate | Ethylenvinylacetat – damit werden Druckleitungen gefüllt, die die feuergefährlichen Zapfluft-Leitungen als Brandmelder begleiten. Dann schmelzen die Leitungen und der Druckabfall in der Leitung löst eine Warnmeldung aus. |
| EVA         | Ethylene-Vinyl Acetate | Ethylenvinylacetat – siehe: EVA |
| EVAC        | Evacuation | Evakuierung |
| EVBC        | Engine Vane & Bleed Control                                                                                                   | Kontrolle der Turbinenschaufeln (siehe Beschaufelung) und der Zapfluft (Boeing) |
| EVS         | Enhanced Vision System | Perspektivische Geländedarstellung auf Bildschirmen |
| EW          | Empty Weight | Leergewicht |
| EXC         | Except; Excepted; Exception                                                                                                   | ausgenommen, Ausnahme |
| EXCL        | Excluding, Exclusive | außer |
| EXCP        | Except; Excepted; Exception                                                                                                   | außer; ausgenommen |
| EXEC        | Execute | ausführen (eine Taste an der Control and Display Unit) |
| EXEC-1      | (US-) President on board civil aircraft                                                                                       | |
| EXER        | Exercise; exercising; exercise                                                                                                | Übung, übend, üben |
| EXH         | Exhaust | Ab-… (z. B. Abgas, Abluft, Abwasser); über Bord |
| EXIT        | Estimated Taxi-in Time | |
| EXM         | Exempted | ausgenommen (z. B. STS/EXM833 – Flugplanergänzung: Staatsflugzeug, ausnahmsweise ohne Funk mit 8,33 MHz Frequenzabstand, wie für normalerweise für das Gebiet vorgeschrieben wäre) |
| EXOT        | Estimated Taxi-Out Time | |
| EXP         | Expect; Expecting | Erwarten, erwartend |
| EXP         | Experienced | erfahren |
| EXPCD       | Expected | wird erwartet (z. B. OCNL SVR ICING ABV FRZLVL EXPCD; occasional severe icing above freezing level expected, gelegentliche schwere Vereisung oberhalb der Vereisungsfläche wird erwartet) |
| EXST        | Extra Seat | bezahlter zweiter Sitz |
| EXT         | Extended; Extensive; Extend                                                                                                   | ausgedehnt; ausgefahren |
| EXT         | External | äußere |
| EXT         | Extinguisher | (fire extinguisher – Feuerlöscher) |
| EXTD        | Extend; Extending | ausdehnen; ausgedehnt (Wetterschlüssel für METAR und TAF) |
| EXTIN       | Extinguish, Extinguished | erloschen (z. B. Warnlampen, Hinweislampen) |
| EXTING      | Extinguishing | erlöschend (z. B. Warnlampen, Hinweislampen) |
| EXTRM       | Extreme | extrem (Wetterschlüssel) |
| EXTN        | Extend; Extension | ausdehnen; Ausdehnung |
| EXT PWR     | External Power | Außenbordstromanschluss |
| EZFW        | Estimated Zero Fuel Weight | geschätztes Leertankgewicht; voraussichtliches Leertankgewicht |

zum Buchstabenanfang – E

### F
(zum nächsten Buchstaben – G) … (zum Anfang der Liste)
FA, FB, FC, FD, FE, FF, FG, FH, FI, FL, FM, FN, FO, FP, FQ, FR, FS, FT, FU, FV, FW, FY, FZ
| F             | Foxtrot                                                          | Int. Buchstabieralphabet (ICAO-Alphabet) |
| F             | Fahrenheit (degrees), Degrees Fahrenheit                         | Grad Fahrenheit |
| F             | Class-F Airspace                                                 | Luftraum der Klasse F (Luftraumstruktur) |
| F             | Fixed                                                            | stationär |
| F             | First Class (IATA)                                               | Erste Klasse (Buchungsklasse) |
| F             | Flasher, Flashing (Light)                                        | Blitzer, blitzend, blinkend |
| F             |                                                                  | Frachtflugzeug – z. B. Boeing 777 F |
| F             | Fighter (Aircraft)                                               | Kampfflugzeug (z. B. F-5; F-14; F-15; F-16; F-18) |
| F             |                                                                  | First Class Normaltarif (Buchungscode der Lufthansa und Star Alliance) – siehe: Buchungsklasse |
| FA            | Area Forecast Report                                             | Gebiets-Wettervorhersage |
| FA, F/A       | Flight Attendant                                                 | Flugbegleiter |
| FA            | Fuel Advisory                                                    | |
| FA            | Final Approach                                                   | |
| FAA           | Flight Advisory Area                                             | Flight Information Region (FIR) in den USA |
| FAA           | Fleet Air Arm                                                    | Marineflieger – meistens sind die Marineflieger der britischen Marine gemeint |
| FAA           | Federal Aviation Administration                                  | Luftfahrtbehörde der USA |
| FAA-1         | SafeAir One-Federal Aviation Administration Administrator        | |
| FAA-2         | SafeAir Two-Federal Aviation Administration Deputy Administrator | |
| FAAR          | FAA Requirements                                                 | |
| FAC           | Facility                                                         | Einrichtung, Anlage |
| FAC           | Final Approach Course                                            | Endanflugkurs (Endanflug) |
| FAC           | Flight Augmentation Computer (A320)                              | |
| FAC           | Forward Air Control; Forward Air Controller (airborne)           | vorgeschobene Luftraumüberwachung |
| FACF          | Fleet Area Control Facility                                      | (ATC) |
| FAD           | Fuel Advisory Departure                                          | |
| FADEC         | Full Authority Digital Engine Control System                     | volldigitale Triebwerkssteuerung; vollautomatische Triebwerksüberwachung und Steuerung (Einhebelbedienung) |
| FAF           | Final Approach Fix                                               | Endanflugfix; Endanflugpunkt |
| FAF           | French Air Force                                                 | französische Luftwaffe |
| FAFAB         | FSS Assumes Flightplan Area and Service B                        | |
| FAG           | Air training wing (East German AF)                               | Fliegerausbildungsgeschwader (ostdeutsche Luftstreitkräfte der Nationalen Volksarmee) |
| FAH           | Fahrenheit (degrees)                                             | Grad Fahrenheit |
| FAI           | Fédération Aéronautique Internationale                           | internationale Organisation, koordiniert Aktivitäten in der Luftfahrt |
| FAL           | Facilitation of International Air Transport                      | Erleichterungen für den internationalen Luftverkehr |
| FAM           | Family of Frequencies                                            | Frequenzfamilie |
| FAM           | Familiar; Familiarization                                        | |
| FAM           | Federal Air Marshal                                              | Flugsicherheitsbegleiter |
| FAMS          | Federal Air Marshal Service                                      | Flugsicherheitsbegleiter |
| FAMV          | Fan Air Modulating Valve                                         | (Klimaanlage (Flugzeug)) |
| FAN           | Fan                                                              | (wörtlich: Ventilator – die deutsche Bezeichnung ist in der Luftfahrt aber ungebräuchlich); Fan – der vorderste rotierende Teil an einem Strahltriebwerk mit hohem Nebenstromverhältnis – also dem Turbofan – das Anzeigegerät für N1 (Drehzahl des Niederdruckverdichters) im Cockpit ist bei einigen Flugzeugen mit FAN beschriftet                                         |
| FANOMOS       | Flight Track and Aircraft Noise Monitoring System                | Methode bei der Überwachung von lärmreduzierten Abflugstrecken |
| FANS          | Future Air Navigation System                                     | Navigationsverfahren (wie FreeFlight) |
| FAP           | Final Approach Point                                             | Endanflugpunkt |
| FAPA          | Final Approach Profile Angle                                     | Endanflugprofilwinkel (meist 3°; London City Airport 6° – wegen Lärmschutz) (???) |
| FAR           | Federal Aviation Regulations; Federal Airworthiness Requirement  | US-amerikanische Luftfahrtverordnung (der FAA) |
| FAR           | Fuel Air Ratio                                                   | Treibstoff-Luft-Gemisch – wird durch Leanen beeinflusst |
| FAS           | Final Approach Segment                                           | Endanflugabschnitt |
| FAS           | Final Approach Speed                                             | Endanfluggeschwindigkeit |
| FAST          | Future Aviation Safety Team                                      | Arbeitsgruppe der JAA |
| FAT           | Final Approach Track                                             | Endanflugkurs, Anflugkurs zur Landung |
| FATO          | Final Approach and Take-off Area                                 | Endanflug- und Startfläche (bei Hubschrauberlandeplätzen) |
| FAX           | Facsimile Transmission                                           | Fax-Aussendung, Fax |
| FAWP          | Final Approach Waypoint                                          | Endanflug-Wegpunkt |
| FAWS          | Flight Advisory Weather Service                                  | |
| FBL           | Fly-By-Light                                                     | |
| FBL           | Light (Fible)                                                    | leicht (schwach) (bei Vereisung, Windböen) (Wetterschlüssel für METAR und TAF) |
| FBO           |                                                                  | Flughafenbenutzungsordnung |
| FBO           | Fixed Base Operator                                              | Flughafendienstleister für die allgemeine Luftfahrt, der Flugzeug- und Passagierdienste speziell für Geschäftsflugzeuge anbietet |
| FBS           | Fixed Based Simulation                                           | |
| FBW           | Fly-by-Wire                                                      | Sidestick als Steuerknüppel-Ersatz; die Steuerbefehle werden elektrisch an die Stellglieder gesandt, erst dort werden sie hydraulisch umgesetzt |
| FC            | Forecast                                                         | Vorhersage im Terminal Aerodrome Forecast (TAF) (Wetterschlüssel) |
| FC            | Funnel Cloud (Tornado or Watersprout)                            | Windhose; Tornado; Wasserhose(Wetterschlüssel für METAR und TAF – Kategorie: sonstige Wetterphänomene) |
| +FC           | Tornado/Waterspout                                               | Tornado/Wasserhose (Wetterschlüssel für METAR und TAF Kategorie: sonstige Wetterphänomene) |
| FCA           | Frequency Change Approved                                        | (siehe: Step climb) |
| FCA           | Final Cruise Altitude                                            | |
| FCC           | Flight Control Computer                                          | Flugkontrollcomputer – der Computer für den Autopiloten (Boeing 737-700/-800/-900, Boeing 757) |
| FCC           | Federal Communications Commission                                | (USA) |
| FCEU          | Flight ControlElectronics Unit                                   | |
| FCF/ACF       | Functional Check Flight/ Acceptance Check Flight                 | |
| FCI           | Flight Command Indicator                                         | Flugkommandoanzeige (das Feld, auf dem der Flight director bar im Attitude Direction Indicator – ADI, künstlicher Horizont – angezeigt wird) |
| FCI           | Forecast                                                         | Wettervorhersage |
| FCL           | Flight Crew Licensing                                            | |
| FCLP          | Field Carrier Landing Practice                                   | simulierte Trägerlandung an Land – besonders Nachtlandungen, da die Kampfeinsätze meist nachts durchgeführt werden (siehe: Flugzeugträger) |
| FCLT          | Freeze Calculated Landing Time                                   | |
| FCLTP         | Flight Crew Licensing and Training Panel                         | (ICAO) |
| FCMA          | FANS Central Monitoring Agency                                   | |
| FCOM          | Flight Crew Operating Manual, Flight Crew Operations Manual      | |
| FCP           | Final control Point                                              | Hauptflugcomputer |
| FCPC          | Flight Control Primary Computer                                  | Hauptflugcomputer, Haupt-Flugrechner |
| FCS           | Flight Control System                                            | Flugzeugsteuerung |
| FCSC          | Flight Control Secondary Computer                                | Zweitflugcomputer, sekundärer Flugrechner |
| FCST          | Forecast                                                         | Wettervorhersage (Wetterschlüssel für METAR und TAF) |
| F/CTL         | Flight Controls                                                  | |
| FCTM          | Flight Crew Training Manual                                      | Trainingshandbuch für die Flugbesatzung |
| FCU           | Flight Control Unit                                              | der Autopilot beim Airbus |
| FCU           | Fuel Control Unit                                                | Kraftstoffregeleinheit (sitzt als Nebengerät an der APU) |
| FCU           | Flap Control Unit                                                | Landeklappensteuercomputer |
| FCV           | Flow Control Valve                                               | |
| FD, F/D       | Flight Director                                                  | integriertes Fluginstrumentensystem; automatische Kurssteuerung per Autopilot; Sollanzeige für Flugzeugsteuerung (siehe auch FLT DIR) |
| FD            | Winds and Temperatures Aloft Forecast                            | Wettervorhersage für Höhenwinde und -temperaturen |
| FD            | Fault Detection                                                  | Fehlererkennung |
| F/D           | Forward Deck                                                     | vorderer Kabinenbereich (bei größeren Flugzeugen mit separater Temperaturregelung – Klimaanlage) |
| FDA           | Flight Data Monitoring                                           | |
| FDE           | Fault Detection and Exclusion                                    | |
| FdF           | Fachverband der Flugsicherung                                    | Interessenverband von Mitarbeitern und Einrichtungen der Flugsicherung in Deutschland |
| FDAF          | Flight Data Acquisition Function                                 | (Boeing) |
| FDAMS         | Flight Data Acquisition Management System                        | (Boeing 757) |
| FDAU          | Flight Data Acquisition Unit                                     | |
| FDB           | Flight Data Block                                                | |
| FDB           | Flight Operations Officer                                        | Flugdienstberater |
| FDC           | Flight Data Center (FAA)                                         | |
| FDDI          | Fiber Distributed Data Interface                                 | (Boeing) |
| FDEP          | Flight Data Entry Panel                                          | |
| FDH           | Flight Deck Handset                                              | |
| FDIU          | Flight Data Interface Unit                                       | |
| FDM           | Flight Data Monitoring                                           | |
| FDP           | Maximum Basic Flight Duty Period                                 | maximale Grundarbeitszeit des Piloten („Lenkzeiten“) – 13 Stunden – mit vielen einschränkenden Zusatzbestimmungen |
| FDP           | Flight Data Processing                                           | Flugplandatenverarbeitung |
| FDPS          | Flight Data Processing System                                    | Flugplandaten-Verarbeitungs-System |
| FDR           | Flight Data Recorder                                             | Flugdatenschreiber |
| FDRS          | Flight Data Recorder System                                      | Flugdatenschreiber-System |
| FDS           | Flight Director System                                           | |
| FDU           | Flap Drive Unit                                                  | Klappenantriebseinheit |
| FDP           | Flight Duty Period                                               | |
| FE            | Flight Engineer                                                  | Flugingenieur – bei einer 3-Piloten-Crew; Dienstgradabzeichen der Cockpit-Besatzung (Piloten) bei der Deutschen Lufthansa |
| FE            | Flight Examiner                                                  | Flugprüfer |
| FEAST         | First European Air Traffic Controller Selection Test             | Test der europäischen Flugsicherungsbehörde Eurocontrol zur ersten Selektion der Bewerber für den Beruf des Flugverkehrsleiters |
| FEB           | February                                                         | Februar |
| FEB           | Flight Evaluation Board                                          | |
| FEG           | Flight Engineer Ground Handling                                  | |
| FEIS          | Final Environmental Impact Statement, Final EIS                  | abschließende Einschätzung der Umweltbelastung durch den Flugbetrieb; es gibt auch ein Draft EIS – vorläufige Einschätzung |
| FEP           | Final End Point                                                  | |
| FEP           | Flight Envelope Protection                                       | Airbus-Bezeichnung für dynamische Begrenzung von Flugzuständen |
| FESC          | Forward Electronic Service-Center                                | (Lockheed L-1011 TriStar) |
| FEW           | Few                                                              | wenige – Bedeckungsgrad – Bewölkung 1/8 bis 2/8 (Wetterschlüssel für METAR und TAF) |
| FEXT          | Fire Extinguisher                                                | Feuerlöscher |
| FF, F/F       | Fuel Flow                                                        | Kraftstofffluss; Treibstoffverbrauch |
| FF            | Frequent Flyer                                                   | Vielflieger (siehe: Vielfliegerprogramm) |
| F/F           | First flight                                                     | Erstflug |
| FFF           | Locator at Outer Marker                                          | Fernfunkfeuer |
| FFML          | Frequent Flyer Meal (Catering Code)                              | persönliche Leibspeise für Stammkunden – siehe: Flugzeugessen |
| FFP           | Frequent Flyer Program                                           | Vielfliegerprogramm |
| FFR           | Fuel Flow Regulator                                              | Kraftstofffluss-Regulierung |
| FFRATS        | Full Flight Regime Auto Throttle System                          | (z. B. in der Boeing 747-200) |
| FFS           | Full Flight Simulator                                            | (siehe: Flugsimulation) |
| FFSkt         |                                                                  | Flugsicherungssektor(en) – des Amtes für Flugsicherung der Bundeswehr |
| FG            | Fog                                                              | Nebel – Sicht unter 5/8 SM – sonst meist (BR) (Wetterschlüssel für METAR und TAF) |
| FGCP          | Flight Guidance Control Panel                                    | (McDonnell Douglas MD-80) |
| FGN           | Foreign                                                          | fremde |
| FGS           | Flight Guidance System                                           | |
| FH            | Flying Hour; Flight Hour                                         | Flugstunde |
| FHA           | Functional Hazard Analysis                                       | Musterzulassung |
| FHKD          | Airport Coordinator Germany                                      | Flughafenkoordinator der Bundesrepublik Deutschland |
| FHP           | Friction Horse Power                                             | |
| Fhr           | Flugstunde                                                       | |
| FI            | Flight Instructor                                                | Fluglehrer |
| FIA           | Flight Instructor Airplane                                       | Fluglehrer für Flugzeuge – Certified Flight Instructor (CFI) |
| FIC           | Flight Control Indicator                                         | Flugkontrollanzeige |
| FIC           | Flight Information Center                                        | Fluginformationszentrale |
| FIE           | Flight Instructor Examiner                                       | Prüfer für Fluglehrer |
| FIG           | Figure                                                           | Abbildung |
| FIG           | Flight Instructor Glider                                         | Fluglehrer für Segelflugzeuge – Certified Flight Instructor (CFI) |
| FIH           | Flight Information Handbook                                      | |
| FIKI          | Flight into known icing (conditions)                             | |
| FIL           | Undeveloped Filmes (Cargo Code)                                  | unentwickelte Filme |
| FIM           | Fault Isolation Manual                                           | Handbuch zur Fehlerisolierung (Fehlereinkreisung) |
| FIM           | Flight Interruption Manifest                                     | Ersatzdokument zur (Weiter-)Beförderung von Passagieren im Falle von Unregelmäßigkeiten (Streichungen, Verspätungen, Überbuchungen usw.) |
| FINRES        | Final Reserve                                                    | letzte Treibstoffreserve; Treibstoffreserve für den Endanflug (???) |
| FIR           | Flight Information Region                                        | Kontrollgebiet der Flugsicherung (Fluginformationsgebiet) – große Regionseinteilung für die Flugsicherung |
| FIRS          | Flight Information Regions                                       | Kontrollgebiete der Flugsicherung (Fluginformationsgebiete) |
| FIS           | Flight Information Service                                       | Fluginformationsdienst |
| FISA          | Automate Flight Information Service                              | automatisierter Fluginformationsdienst |
| FIT           | Failure In Time                                                  | Einheit für die Ausfallrate technischer Komponenten (1 FIT = 1 Totalausfall in {\displaystyle 10^{9}} Stunden) |
| FITS          | FAA/Industry Training Standards                                  | |
| FIUUG         |                                                                  | Flugunfalluntersuchungsgesetz |
| FL            | Flight Level                                                     | Flugfläche = Flughöhe (mit Standard-Einstellung) |
| Fl            | Flashing                                                         | blitzend, blinkend |
| FL            | Forced Landing                                                   | Notlandung |
| FLARM         | Flarm                                                            | vorzugsweise für Segelflugzeuge eingesetztes Kollisionswarngerät (keine Abkürzung – auch wenn es so klingt) |
| FlBschft BMVg |                                                                  | Flugbereitschaft des Bundesministeriums der Verteidigung |
| FL CH; FLCH   | Flight Level Change                                              | Wechsel der Flugfläche (Modus am Autopiloten) |
| FL CHG        | Flight Level Change                                              | Wechsel der Flugfläche (Modus am Autopiloten) |
| FLD           | Field                                                            | Platz; Flugplatz |
| FLDLGTS       | Floodlights                                                      | Flutlicht |
| FLF           | Flugfeldlöschfahrzeuge                                           | |
| FLG           | Flashing                                                         | blinkend; blitzend |
| FLGT          | Flight                                                           | Flug |
| FLIP          | Flight Information Publication                                   | Veröffentlichungen zu Fluginformation |
| FLIR          | Forward Looking Infrared (Sensor)                                | in Flugrichtung blickender Infrarot-Sensor (siehe auch: SLIR – Sideways Looking Infrared – zur Seite blickender Infrarot-Sensor; DLIR – Downward Looking Infrared – nach unten blickender Infrarot-Sensor) |
| FLIZ          | Flugbetriebs- und Informationszentrale der Bundeswehr            | zuständig für den militärischen Flugbetrieb im Luftraum der Bundesrepublik Deutschland |
| FLL           | Field Length Limit                                               | Pistenlängeneinschränkung (Start- und Landebahn) |
| FLM           | Flight Line Marshaller                                           | Einwinker |
| FLOLS         | Fresnel Lens Optical Landing System                              | spezielle Landebahnbefeuerung |
| FLP           | Flaps                                                            | Landeklappen |
| FLRE          | Flare                                                            | Ausschweben |
| FLT           | Flight                                                           | Flug |
| FLTCK         | Flight Check                                                     | Überprüfung im Flug |
| FLT DIR       | Flight Director                                                  | Modus am Autopiloten (siehe auch FD) |
| FLTLEVEL      | Flight Level                                                     | Flugfläche = Flughöhe (mit Standard-Einstellung) |
| FLTR          | Filter                                                           | Filter |
| FLUC          | Fluctuation, Fluctuating                                         | Schwankung, schwankend (Wetterschlüssel für METAR und TAF) |
| FLUF          | Scherzhafte Bezeichnung von Piloten für eine Boeing 737          | |
| FLUOR         | Fluorescent                                                      | fluoreszierend |
| FlUUG         |                                                                  | Flugunfalluntersuchungsgesetz |
| FLW           | Follows, following                                               | Folgt, folgend |
| FLX           | Takeoff Flex                                                     | (McDonnell Douglas MD-80 – eine Methode zum takeoff thrust derating – dabei wird die aktuelle Außentemperatur – OAT – Outside Air Temperature – durch eine fiktive höhere Außentemperatur ersetzt.) |
| FLY           | Fly, Flying                                                      | fliegen, fliegend |
| FLYNG         | Flying                                                           | fliegend |
| FLZ           |                                                                  | Flugzeug |
| FLZ           |                                                                  | Flugleitzentrale |
| FM            | Fan Marker                                                       | Fächerfunkfeuer (wie: outer marker OM; middle marker MM; inner marker IM) |
| FM            | From                                                             | von |
| FM            | Frequency Modulation                                             | Frequenzmodulation |
| FMA           | Flight Mode Annunciator                                          | Anzeige des aktuellen Flugmodus des Autopiloten (meist in der oberen Hälfte des Primary Flight Display – PFD – integriert – über dem Attitude Direction Indicator – ADI; links: Auto Throttle Modes; Mitte: Roll-Modes; rechts; Pitch-Modes; zeigt an, in welchem Modus der Flight Director/Autopilot ist bzw. welcher Modus gearmt ist) – auch: Mode Annunciator Panel – MAP |
| FMA           | Final Monitor Aid                                                | |
| FMC           | Flight Management Computer                                       | Flugleitungs-Computer – eine Komponente des Flight Management Systems (FMS) |
| FMC/CDU       | Flight Management Computer/Control Display Unit                  | |
| FMCS          | Flight Management Computer System                                | (Boeing 747, Boeing 757) |
| FMEA          | Failure Mode Effects Analysis                                    | |
| FMGC          | Flight Management and Guidance Computer                          | Flugweg- und Flugleitrechner, z. B. im Airbus A340 |
| FMGEC         | Flight Management Guidance Envelope Computer                     | im Airbus A330, Airbus A340 |
| FMGS          | Flight Management and Guidance System                            | im Airbus – Flight Management System (FMS), Flight Management System |
| FMS           | Flight Management System                                         | Flugleitungssystem, Flugmanagementsystem, Bordcomputer, computerisierte Navigationshilfe |
| FMSP          | Flight Management System Procedure                               | |
| FMU           | Fuel Metering Unit                                               | Treibstoffmesseinheit |
| FNA           | Final Approach                                                   | Endanflug |
| FNPT          | Flight and Navigation Procedure Trainer                          | Verfahrenstrainer für Flug und Navigation |
| FO; F/O       | First Officer                                                    | Erster Offizier (nach dem Kapitän; also der Kopilot): Dienstgradabzeichen der Cockpit-Besatzung (Piloten) bei der Deutschen Lufthansa |
| FOB           | Fuel On Board (Endurance)                                        | Menge des Treibstoffs an Bord (durch den Treibstoff begrenzte Höchstflugdauer) |
| FOB           | Forward Operating Base                                           | provisorischer Frontflugplatz |
| FOC           | Foreign Object Control                                           | |
| FOCA          | Federal Office for Civil Aviation (Switzerland)                  | Bundesamt für Zivilluftfahrt (Schweiz) |
| FOD           | Foreign Object Damage                                            | Beschädigung durch Fremdkörper; Schaden durch Objekteinschlag |
| FOEB          | Flight Operations Evaluation Board                               | |
| FOG           | Fibre Optic Gyros                                                | |
| FOI           | Fundamentals of Instruction                                      | Unterrichtsgrundlagen (Lerntheorie) – Grundlagenfach für die Ausbildung zum Certified Flight Instructor (CFI) |
| FOID          | Form of Identity                                                 | beschreibt, wie sich ein Fluggast beim elektronischen Ticket identifiziert hat |
| FOL           | Forward Operating Location                                       | |
| FOM           | Flight Operations Manual                                         | Flugbetriebshandbuch (einer Fluggesellschaft) (Aircraft Operations Manual – gilt für den Flugzeugtyp) |
| FOO           | Flight Operations Officer                                        | Flugdienstberater; Dispatcher |
| FOQA          | Flight Data Monitoring                                           | Initiative zur Qualitätssicherung der Flugoperationen – Sammlung und Analyse von aufgezeichneten Flugdaten, um die Sicherheit der Flugoperationen, der Flugsicherungsverfahren, der Flughäfen, des Flugzeugdesigns und der Wartung zu verbessern |
| FOTM          | Flight Operations Training Manual                                | Flugplan |
| FoV           | Field of View                                                    | Sichtfeld |
| FP            | Flight Plan                                                      | Flugplan |
| FP            | Flight Path                                                      | Flugpfad (z. B. FP DIST); Flugbahn |
| FP            | Flying Pilot                                                     | der fliegende Pilot (identisch mit PF – Pilot Flying) |
| FPA           | Flying Physicians Association                                    | Verband der US-Fliegerärzte |
| FPA           | Flight Path Angle                                                | Winkel des Pflugpfades; Flugbahnwinkel |
| FPAC          | Flight Path Acceleration                                         | |
| FPD           | Freezing Point Depressant                                        | chemisches Mittel zur Senkung des Gefrierpunktes (Flugzeugenteisung) |
| FP DIST       | Flight Path Distance                                             | Flugpfad-Entfernung (die Groundcourse Distance ist kürzer, da die „Umwege“ für An- und Abflug nicht berücksichtigt werden; die Air Distance ist oft noch länger, da hier auch der Gegenwind die Distanz vergrößert; GCRS DIST – FP DIST – AIRDIST) |
| FPL           | Filed Flight Plan (Message)                                      | aufgegebene Flugplanmeldung |
| FPL           | Flightplan                                                       | Flugplan |
| F-PLN         | Flightplan                                                       | Flugplan |
| FPM           | Feet Per Minute                                                  | Fuß pro Minute (Maßeinheit für vertikale Geschw.) – siehe: Geschwindigkeit |
| FPML          | Fruit Platter (Meal) (Catering Code)                             | Früchteplatte – siehe: Flugzeugessen |
| FPML          | Flight Planning and Performance Manual                           | (auch: FPPM/QRH – Quick Reference Handbook) |
| FPS           | Flight Program Strips                                            | (ATC) |
| FPV           | Flight Path Vector                                               | Vector des Pflugpfades (auf dem Primary Flight Display – PFD) |
| FQIS          | Fuel Quantity Indicating System, Fuel Quantity Indication System | (Boeing 747, Boeing 777) |
| FQTR          | Frequent Flyer Award Redemption Trip                             | eingelöstes Bonusmeilen-Flugticket (siehe: Vielfliegerprogramm) |
| FQTU          | Frequent Flyer Upgrading Award Redemption                        | eingelöstes Bonusmeilen-Upgrading (siehe: Vielfliegerprogramm) |
| FR            | From                                                             | von |
| FR            | French                                                           | französisch sprechend |
| FRA           | Free Route Airspace                                              | |
| FRAG          | Fragile Baggage                                                  | zerbrechliches Gepäck |
| FRAV          | First Available (Flight)                                         | erster verfügbarer (Flug) |
| FRC           | Full Route Clearance                                             | |
| FREQ          | Frequency                                                        | Frequenz |
| FRG           | Flight Instructor Rotorcraft Gyroplane                           | Fluglehrer für Gyrokopter – Certified Flight Instructor (CFI) |
| FRH           | Flight Instructor Rotorcraft Helicopter                          | Fluglehrer für Hubschrauber – Certified Flight Instructor (CFI) |
| FRH           | Fly Runway Heading                                               | |
| FRI           | Friday                                                           | Freitag |
| FRM           | Fault Reporting Manual                                           | |
| FRMS          | Fatigue Risk Management System                                   | (Sicherheitsprobleme wegen Übermüdung der Besatzung bei Ultra-Langstreckenflügen) |
| FRNG          | Firing                                                           | Schießen |
| FRQ           | Frequent                                                         | häufig (Wetterschlüssel für METAR und TAF) |
| FRWY          | Freeway                                                          | Autobahn |
| FRZ           | Flight Restricted Zone (US)                                      | |
| FRZLVL        | Freezing Level                                                   | über der Gefrierpunkthöhe (z. B. OCNL SVR ICING ABV FRZLVL EXPCD) |
| FS            |                                                                  | Flugsicherung |
| FS            | Fast Slew                                                        | schnelle Änderungsgeschwindigkeit (z. B. FS an der Uhr im Cockpit – bei der Einstellung des aktuellen Datums) |
| FS            | Fuselage Station                                                 | (Längenangaben am Flugzeugrumpf) |
| FS            | Flight Standards (FAA)                                           | |
| FS            | Flight Station                                                   | „Koordinatensystem“ am Flugzeug zur Beschreibung der Position der einzelnen (bis zu mehrere Millionen) Bauteile |
| F/S           | Fast/Slow                                                        | schnell/langsam |
| FSAAKV        |                                                                  | Flugsicherungs-An-und-Abflug-Kostenverordnung |
| FSBetrV       | Verordnung über die Betriebsdienste der Flugsicherung            | |
| FSAV          |                                                                  | Verordnung über die Flugsicherungsausrüstung der Luftfahrzeuge |
| FSC e. V.     |                                                                  | Flugsimulatorclub e. V. |
| FSD           | Full Scale Deflection                                            | Vollausschlag einer CDI |
| FS D          | Fast Slew Day                                                    | Schnellverstellung Tag (siehe: FS – Fast Slew) |
| FSDO          | Flight Standards District Office                                 | FAA-Außenbüro |
| FSEU          | Flap/Slat Electronics Unit                                       | die FSEU vergleicht u. a. die Daten von den linken und rechten Landeklappen, um gefährliche Asymmetrien zu erkennen; bei Asymmetrien schickt die FSEU ein Signal an ein Nebenstromventil (bypass valve), das wiederum die hydraulische Bewegung der Landeklappen stoppt (Boeing 737, Boeing 777)                                                                              |
| FSF           | Flight Safety Foundation                                         | Stiftung zur Förderung der Flugsicherheit |
| FSG           |                                                                  | Flugsicherungsgesetz |
| FSI           | Flight Safety Instructor                                         | dt. Flug-Sicherheits-Inspektor. Der FSI überprüft in regelmäßigen Abständen ob die Sicherheitsbestimmungen und -bedingungen auf einem Flugplatz eingehalten werden |
| FSL           | Full Stop Landing                                                | Abschlusslandung |
| FSM           | Flight System Message                                            | |
| FSM           | Flugsicherheitsmitteilung                                        | Informationen, Hinweise und Kommentare für Privatpiloten. Herausgegeben vom Luftfahrt-Bundesamt. Letzte Ausgabe 1995 erschienen |
| FSMC          | Fuel System Management Card                                      | |
| FSMCS         | Fuel System Management Cards                                     | |
| FSML          | Fish Meal (Catering Code)                                        | Fischessen – siehe: Flugzeugessen |
| FSPD          | Freeze Speed Parameter                                           | |
| FSS           | Flight Service Station                                           | Station, die einen Flug-Service-Dienst (z. B. Wetter, Flugkontrolle usw.) bereitstellt. siehe: Flugsicherung |
| FSStrKV       |                                                                  | Flugsicherungs-Strecken-Kostenverordnung |
| FST           | First                                                            | erste |
| FSTA          | Future Strategic Tanker Aircraft                                 | erste |
| FSTD          | Flight Simulation Training Device                                | Trainingsflugsimulator (Flugsimulator) – werden unterteilt in FSTD Type I bis IV (für Zwecke der MPL-Ausbildung) |
| FSU           | Flight Service Unit                                              | (in Australien) |
| FSVL          | Féderation Suisse de Vol Libre                                   | Schweizerischer Hängegleiter-Verband |
| FSW           | Forward Swept Wing                                               | Negative Pfeilung der Tragflächen |
| ft, FT        | Feet, Foot                                                       | Fuß (Maßeinheit) (1 ft = 30,48 cm) |
| FT            | Terminal Forecasts                                               | Flughafen-Wettervorhersage (24-Stunden-Wettervorhersage) |
| FT            | Long TAF                                                         | Langzeit TAF (alle sechs Stunden neu – beginnend 12 Uhr, Voraussagezeitraum: 18 Stunden gültig) (Wetterschlüssel für METAR und TAF) |
| FTB           |                                                                  | Fliegertechnisches Bataillon (Nationale Volksarmee) |
| FTD           | Flight Training Device                                           | Simulator oder Verfahrensübungsgerät (FS, FNPT oder BITD) |
| FTG           | Fitting                                                          | |
| FTI           |                                                                  | Verband Deutscher Flugsicherungs-Techniker und -Ingenieure |
| FTK           | Freight Tonne-Kilometres                                         | Frachttonnenkilometer |
| FTKT          | Freight Tonne Kilometers Transported                             | Tonnenkilometer |
| FTL           | Frequent Traveller                                               | Vielflieger (siehe: Vielfliegerprogramm) |
| FTL           | Flight Time Limitations                                          | Arbeitszeitbegrenzungen für Piloten („Lenkzeiten“), damit Ermüdungen der Piloten nicht die Flugsicherheit beeinträchtigen |
| F.T.L.        | Food, Transportation, Lodging                                    | Essen, Beförderung, Unterkunft (am Flugplatz vorhanden) |
| FTO           | Flight Training Organisation                                     | |
| FTS           | Flexible Track System                                            | frei gestaltetes Flugroutennetz |
| FU            | Fuel Used                                                        | verbrauchter Kraftstoff |
| FU            | Smoke                                                            | Rauch, Industrierauch (franz. fume) (Wetterschlüssel für METAR und TAF) |
| FUA           | Flexible Use of Airspace                                         | FUA-Website von Eurocontrol |
| FuG           |                                                                  | Funkgerät – in Kampfflugzeugen der Luftwaffe (z. B. FuG 10) |
| FüG           | Ground Speed                                                     | Fahrt über Grund; Geschwindigkeit über Grund |
| FUM           | Flight Update Message                                            | |
| FUS           |                                                                  | Flugunfalluntersuchungsstelle – eine Abteilung des Luftfahrt-Bundesamtes |
| FUS           | Fuselage                                                         | Flugzeugrumpf |
| FVK           | Air Traffic Control                                              | Flugverkehrskontrolle |
| FVT           | Flight Vibration Tests                                           | im Flug wird geprüft, ob das Strukturverhalten in der Interaktion mit der Aerodynamik den vorhersagen aus der Flatterrechnung entspricht. Die Versuche werden im noch unkritischen Bereich durchgeführt, um zu überprüfen, ob die vorhergesagte Strukturdämpfung stimmt. |
| FVW           | Faserverbundwerkstoff                                            | Verbundwerkstoff |
| FW            | Fighter Wing                                                     | (Air National Guard – ANG) |
| F/W           | Fixed Wing                                                       | Starrflügler |
| FWD           | Forward                                                          | vorwärts; vorderes |
| FWS           | Flight Warning System                                            | Flug Warn System |
| FWSOV         | Firewall Shutoff Valve                                           | Verschlussventil der Treibstoffleitung am Brandschott |
| FWY           | Freeway                                                          | Autobahn |
| FWT           | Folding Wing Tip                                                 | |
| FWW           | Flugwetterwarte                                                  | |
| FYI           | For Your Information                                             | zu ihrer Information |
| FZ            | Freezing                                                         | gefrierend (Wetterschlüssel für METAR und TAF) |
| FZDZ          | Freezing Drizzle                                                 | gefrierender Sprühregen |
| FZFG          | Freezing Fog                                                     | gefrierender Nebel |
| FZRA          | Freezing Rain                                                    | gefrierender Regen |

zum Buchstabenanfang – F

### G
(zum nächsten Buchstaben – H) … (zum Anfang der Liste)
GA, GB, GC, GD, GE, GF, GG, GH, GK, GL, GM, GN, GO, GP, GR, GS, GT, GU, GV, GW
| G            | Golf                                                                | Int. Buchstabieralphabet (ICAO-Alphabet) |  |
| G (+ number) | Green (or Golf)                                                     | Grüne Luftstraße |  |
| G            | Class-G Airspace                                                    | Luftraum der Klasse G (Luftraumstruktur) |  |
| G            | Gusts                                                               | Windböen (z. B. 02015G28KT = Wind aus 020 Grad mit 15 Knoten, in Böen bis 28 Knoten) |  |
| G            | Guard Only Frequency                                                | Wachfrequenz |  |
| G            | Gravitational Force; Gravitational Constant; One Gravitational Unit | Erdbeschleunigung; Lastvielfache; Gravitationskonstante |  |
| G            |                                                                     | Spezialcode: Freie Reservierung (Buchungscode der Lufthansa und Star Alliance) – siehe: Buchungsklasse |  |
| G/A          | Ground-To-Air                                                       | Boden/Bord |  |
| GA           | General Aviation                                                    | Allgemeine Luftfahrt (Zusammenfassender Begriff für Flüge der Privat- und Sportluftfahrt sowie für Werksverkehr, Taxi-, Arbeits-, Agrar- und Ausbildungsflüge.) |  |
| GA           | Go Around                                                           | Durchstarten |  |
| GA           | Go Around Mode                                                      | Modus (meist am Autopiloten) für das Durchstarten |  |
| GAC          | General Aviation Center                                             | Zentrum der allgemeinen Luftfahrt |  |
| GAC          | Green Aircraft Configuration                                        | |  |
| GAF          | German Air Force                                                    | Luftwaffe (Bundeswehr) |  |
| GAFOR        | General Aviation Forecast                                           | Flugwettervorhersage für die Allgemeine Luftfahrt |  |
| G/A/G        | Ground-To-Air and Air-To-Ground                                     | Boden/Bord und Bord/Boden |  |
| GAG          | Ground-Air-Ground Cycle                                             | |  |
| GAGAN        | GPS Aided Geo Augmented Navigation                                  | das indische GAGAN-System soll satellitengestützt Korrektursignale für das Satellitennavigationssystem GPS liefern |  |
| GAI          | Ground Alert Intercept                                              | |  |
| GAMA         | General Aviation Manufacturers Association                          | Vereinigung der Hersteller von Geräten der Allgemeinen Luftfahrt |  |
| GAL          | Gallone                                                             | US-Flüssigkeitsmaß; 1 US GAL = 3,7853 l (Liter); Mengenangabe für den Treibstoff; nicht zu verwechseln mit der Imperial Gallon (IMP) |  |
| GALDA        | German Airline Dispatchers Association                              | Deutsche Flugdienstberater Vereinigung DFV – Flugdienstberater |  |
| GALILEO      |                                                                     | Satellitennavigationssystem GALILEO |  |
| Galileo      |                                                                     | Buchungssystem |  |
| GAMET        | Area Forecast for Low-Level Flights                                 | Gebietsvorhersage für Flüge in niedriger Höhe |  |
| GAP          | General Aviation Propulsion                                         | (USA, 1996; Gemeinschaftsprojekt zur Motorenentwicklung für die allgemeine Luftfahrt) |  |
| GARS         |                                                                     | German Aviation Research Society e. V. |  |
| GASIL        | General Aviation Safety Info Leaflet                                | (UK CAA) |  |
| GAT          | General Aviation Terminal                                           | Terminal der Allgemeinen Luftfahrt; Abfertigungsbereich für die Allgemeine Luftfahrt auf Flughäfen |  |
| GAT          | General Air Traffic                                                 | Allgemeiner Luftverkehr |  |
| GATAF        | Gate to Gate Architecture Framework                                 | |  |
| GATS         | GPS Aided Targeting System                                          | |  |
| GB           | Generator Breaker                                                   | Unterbrecher für den Stromgenerator |  |
| GBAA         |                                                                     | German Business Aviation Association e. V. |  |
| GBAS         | Ground Based Augmentation System                                    | so nennt die ICAO das Local Area Augmentation System (LAAS) – Landeanflug mit Differential-GPS; Ergänzung zu Satellitennavigationssystemen wie GPS oder GALILEO; wesentlich preiswerter zu realisieren als bisherige Systeme, so können Präzisionslandesysteme an mehr Flughäfen bereitgestellt werden, was einen erheblichen Gewinn an Sicherheit und Wetterunabhängigkeit des Flugverkehrs ermöglicht |  |
| GBS          | Generator Breakers                                                  | Unterbrecher für den Stromgenerator |  |
| GBSC         | German Bird Strike Committee                                        | Deutscher Ausschuss zur Verhütung von Vogelschlägen im Luftverkehr (DAVVL); siehe: Vogelschlag |  |
| GBST         | Ground Based Software Tool                                          | |  |
| GBT          | Ground-Based Transceiver                                            | |  |
| GBTS         | Ground Based Training Systems                                       | |  |
| GC           | Ground Control                                                      | Rollkontrolle |  |
| GC           | Great Circle                                                        | Großkreis |  |
| GC           | Gate Closed                                                         | Flugsteig geschlossen |  |
| GCA          | Ground Controlled Approach; Ground Controlled Approach System       | bodenkontrollierter Anflug; GCA-Anflugsystem; GCA-Anflug (radargesteuertes, bodengeführtes Blindanflugverfahren; vom Bodenradar geleiteter Landeanflug) |  |
| GCAS         | Ground-Collision Avoidance System                                   | |  |
| GCB          | Generator Control Breaker                                           | (Unterbrecher für den Stromgenerator) |  |
| GCB          | Generator Circuit Breaker                                           | |  |
| GCO          | Ground Communication Outlet                                         | Kopfhöreranschlüsse für die Bodencrew, damit sich Pilot und Bodenpersonal verständigen können |  |
| GCOL         | Ground Collision                                                    | Zusammenstoß am Boden |  |
| GCR          | General Aviation Clearance Request                                  | |  |
| GCR          | Generator Control Relay                                             | |  |
| GCRS         | Ground Course                                                       | Kurs über Grund |  |
| GCRS DIST    | Ground Course Distance                                              | Entfernung des Kurses über Grund (die Flightpath Distance ist größer, da dafür die „Umwege“ für An- und Abflug mit berücksichtigt werden; die Air Distance ist oft noch länger, da dafür auch der Gegenwind die Distanz vergrößert; GCRS DIST – FP DIST – AIRDIST) |  |
| GCU          | Generator Control Unit                                              | das Triebwerk treibt über das CSP – Constant Speed Drive (den Stromgenerator) an – dahinter sitzt die GCU als Spannungsregulator, um die erzeugten 115 V Wechselstrom konstant zu halten – damit wird der Wechselstrombus eingespeist – von hier wird über die TRU – Transformator Rectifier Unit 28 V Gleichstrom erzeugt, der in den Gleichstrombus eingespeist wird (bei zwei Triebwerken gibt es zwei Systeme davon – der Pilot kann sie bei Bedarf stufenweise abschalten und/oder über Brücken miteinander verbinden) (Boeing 777) |  |
| GD           | Gear down                                                           | Fahrwerk ausfahren; Fahrwerk ausgefahren |  |
| GdF          |                                                                     | Gewerkschaft der Flugsicherung |  |
| GDP          | Ground Delay Program                                                | |  |
| GDS          | Globales Distributionssystem                                        | siehe Computerreservierungssystem |  |
| GE           | German                                                              | Deutsch, deutsch sprechend |  |
| GE           | Ground Examiner                                                     | |  |
| GE           | General Electric                                                    | unter anderem: GE Aviation – Hersteller von Flugzeugtriebwerken |  |
| GEAE         | General Electric Aircraft Engines                                   | bis 2005 der Name von GE Aviation |  |
| GE-AV        | GE Aviation                                                         | Hersteller von Flugzeugtriebwerken |  |
| GECAS        | General Electric Capital Aviation Services                          | |  |
| GEE          | Grid-Navigation                                                     | Navigationssystem der Royal Air Force während des Zweiten Weltkrieges |  |
| GEM          | Grafic Engine Monitor                                               | Graphische Triebwerks-Zustandsanzeige |  |
| GEN          | General                                                             | Allgemeines |  |
| GEN          | Generator                                                           | Elektrischer Generator |  |
| GEN DEC      | Aircraft General Declaration                                        | |  |
| GEO          | Geographic; true                                                    | geographisch oder rechtweisend (z. B. Kurs) |  |
| GEV          | Ground Effect Vehicle                                               | Bodeneffektfahrzeug |  |
| GES          | Ground Earth Stations (Skyphone)                                    | |  |
| GFA          | General Flying Area                                                 | (Südafrika) Flugübungsgebiet, das einer Flugschule zugewiesen wird, um dort ungestört Flugmanöver zu üben (Strömungsabriss in verschiedenen Konfigurationen und Flugzuständen, simulierte Notlandungen, Außenlandungen/Sicherheitslandungen auf Graspisten) |  |
| GFA          |                                                                     | Gepäckförderanlage |  |
| GFC          | Glas Fiber Composite                                                | Glasfaserverstärkter Kunststoff (GFK) |  |
| GFK          | Glas Fiber Composite (GFC)                                          | Glasfaserverstärkter Kunststoff |  |
| GFML         | Gluten Free Meal (Catering Code)                                    | Gluten-freies Essen – siehe: Flugzeugessen |  |
| GFR          | Government Flight Representative                                    | |  |
| GFRC         | Ground and Flight Risk Clause                                       | |  |
| GG           | Graphics Generator                                                  | |  |
| GGBefG       |                                                                     | Gefahrgutbeförderungsgesetz |  |
| GH           | Ground Hander; Ground Handling                                      | Bodenabfertiger, Bodenabfertigung |  |
| GHA          | Ground Handling Agent                                               | |  |
| GI           | Ground Instructor                                                   | |  |
| GI/GE        | Ground Instructor/Examiner                                          | |  |
| GiN          | Grid North                                                          | Gitter Nord |  |
| GIS          | Geographic Information System                                       | |  |
| GK           | Gauss-Krüger coordinate system                                      | Gauß-Krüger-Koordinatensystem |  |
| GLA          | Gust Load Alleviation System                                        | (z. B. im Northrop B-2; aus dem Airbus-A320 wurde es wieder ausgebaut, weil er auch ohne auskommt.) |  |
| GLARE        | Glassfibre Reinforced Aluminium                                     | Glasfaserverstärktes Aluminium |  |
| GLD          | Glider                                                              | Segelflugzeug |  |
| GLD (P)      | Powered Gliders                                                     | Motorsegler |  |
| GLDR         | Glider                                                              | Segelflugzeug |  |
| GLL          | Geographic Position, Latitude and Longitude                         | Position: Länge/Breite |  |
| GLONASS      | Globalnaja Nawigazionnaja Sputnikowaja Sistema                      | Bezeichnung für das russische Satellitennavigationssystem |  |
| GLS          | GNSS Landing System; GPS Landing System                             | |  |
| GM-1         | Göring Mischung 1                                                   | Lachgaseinspritzung als Sauerstoffträger in den Flugmotoren zwecks Leistungssteigerung in großen Flughöhen |  |
| GMC          | Ground Movement Control                                             | Rollkontrolle |  |
| GMDSS        | Global Maritime Distress Safety System                              | |  |
| GMM          | General Maintenance Manual                                          | |  |
| GMPS         | Ground Mission Planning System                                      | |  |
| GMS          | Gate Management System                                              | |  |
| GMT          | Greenwich Mean Time                                                 | Mittlere Greenwich-Zeit; Zeitzone in Greenwich (Nullmeridian) ersetzt durch Universal Time Coordinated (UTC); GMT ist nahezu identisch mit UTC; Zulu-Time |  |
| GN           | Grid North                                                          | Gitter Nord – GiN |  |
| GN           | Ground                                                              | Boden |  |
| GNC          | Global navigation and Planning Chart                                | |  |
| GND          | Ground                                                              | Boden |  |
| GND          | Ground Control (ATC)                                                | Rollkontrolle; Bodenkontrolle |  |
| GNDCK        | Ground Check                                                        | Überprüfung am Boden |  |
| GND CON      | Ground Control (ATC)                                                | Rollkontrolle; Bodenkontrolle |  |
| GNSS         | Global Navigation Satellite System                                  | GPS + GLONASS |  |
| GNSSU        | Global Navigation Satellite Sensor Units                            | (Boeing 747 – werden an den Flight Management Computer – FMC – angeschlossen, um die B747 für FANS zu modifizieren/aufzurüsten) |  |
| GOES         | Geostationary Operational Environmental Satellite                   | Geostationärer Satellit |  |
| GOM          | General Operations Manual                                           | |  |
| GOM          | Ground Operations Manual                                            | |  |
| GOS          | Gate Operating System                                               | Fluggastbrücke |  |
| Goshow       |                                                                     | Passagier ohne Vorreservierung |  |
| GOVT         | Government                                                          | Regierung |  |
| GP           | Glide Path                                                          | Gleitwegsender (ILS), Gleitweg |  |
| GP           | Group                                                               | Gruppe |  |
| GPD          | Graphic Plan display                                                | |  |
| GPH          | Gallons Per Hour                                                    | Treibstoffverbrauch (Gallonen je Stunde) (das Volumen ändert sich mit der Temperatur, was bei Angaben in kg je Stunde nicht der Fall ist – oder Tonnen je Stunde t/h) |  |
| GPI          | Glidepath’s Ground Point of Intercept                               | Schnittpunkt von Gleitweg und Landebahnoberfläche |  |
| GPI          | Ground Point of Intercept, Ground Point of Interception             | |  |
| GPIP         | Glide Path Intercept Point                                          | ähnelt: Glide Slope Intercept Point – GSIP (siehe dort) |  |
| GPL          | Glider Pilot Licence                                                | Segelfluglizenz |  |
| GPM          | Gallons per Minute                                                  | Gallonen je Minute |  |
| GPS          | Global Positioning System                                           | Satelliten-Navigationssystem (US-amerikanisch); satellitengestützte Positionsbestimmung |  |
| GPSS         | Global Positioning System with Steering Capability                  | |  |
| GPSSU        | Global Positioning System Sensor Unit                               | (Boeing 777) |  |
| GPU          | Ground Power Unit                                                   | Bodenstromaggregat; eventuell mit einem Bodenstartgerät kombiniert |  |
| GPWC         | Ground Proximity Warning Computer                                   | Rechner des Bodenannäherungswarnsystems |  |
| GPWS         | Ground Proximity Warning System                                     | Bodenannäherungswarnsystem |  |
| GR           | Haile (grain)                                                       | Hagel, Graupel – über 1/4 Zoll Durchmesser (Wetterschlüssel für METAR und TAF) |  |
| GR           | Gear                                                                | Fahrwerk |  |
| GRADU        | Gradual, gradually                                                  | allmählich, stufenweise |  |
| GRAS         | Ground-based Regional Augmentation SystemNr. 3.7.3.5                | Im Gegensatz zu einem nur lokal nutzbaren GBAS, liefert GRAS Regional nutzbare Korrekturdaten |  |
| GRD          | Ground                                                              | Boden |  |
| GRD PWR      | Ground Power                                                        | Strom vom Bodenstromaggregat |  |
| GRDNT        | Gradient                                                            | Gradient (Meteorologie) |  |
| GRE          | Glass-Reinforced Epoxy                                              | Glasfaserverstärkter Epoxidharz |  |
| GRIB         | Gridded Binary Files                                                | Format zum Austausch von Wetterdaten (der Weltorganisation für Meteorologie) – Darstellung der Wetter- und Strömungsvorhersagen, alle sechs Stunden, Vorhersagezeitraum 36 Stunden, Gittergröße: 75 × 75 NM, löste 1999 das ADF-Format ab (Gittergröße 300 NM) |  |
| GRN          | Green                                                               | grün (Wetterschlüssel – Militär – Hauptwolkenuntergrenze 700 ft, Bodensicht 3,7 km – Color-Code) |  |
| GRND         | Ground                                                              | Boden; Rollkontrolle – Abteilung der Flugsicherung (Flugverkehrskontrolle – Bodenkontrolle) – auch GND |  |
| GRND PWR     | Ground Power                                                        | |  |
| GRP          | Geographic Reference Point                                          | |  |
| GRP          | Glass-Reinforced Plastic, Fiberglass                                | Glasfaserverstärkter Kunststoff – GFK |  |
| GRS          | Galaxy Rescue System                                                | Fallschirm für Ultraleichtflugzeuge (bis ca. 450 kg) als Rettungssystem für das ganze Flugzeug |  |
| GRVD         | Grooved                                                             | |  |
| GRVL         | Gravel                                                              | Kies |  |
| GS, G/S      | Ground Speed                                                        | Geschwindigkeit über Grund; Geschwindigkeit des Flugzeuges gegenüber dem Boden |  |
| GS, G/S      | Glide Slope                                                         | Gleitpfad; Gleitweg; Gleitweganzeige (beim ILS) |  |
| GS           | Ground Service                                                      | |  |
| GS           | Small Hail/Snow Pellets                                             | kleine Hagelkörner/Schneekörner – unter 5 mm Durchmesser (Wetterschlüssel für METAR und TAF) |  |
| GS           |                                                                     | Gleitschirm |  |
| GSAC         | Groupement pour la Securite Aviation Civile                         | französische Luftfahrtbehörde |  |
| GSE          | Ground Service Equipment, Ground Support Equipment                  | |  |
| GSI          | Glide Slope Indicator                                               | Gleitweganzeige |  |
| GSIA         | Glide Slope Interception Altitude                                   | |  |
| GSIP         | Glide Slope Intercept Point                                         | (beim Erfliegen einer ILS-Leitstrahles zur Landung, wird gewöhnlich zuerst der Landekurs erflogen – Positionierung auf der verlängerten Mittellinie der Landebahn), nach der Stabilisierung erfolgt dann der Beginn des Sinkfluges – beim Kreuzen des Gleitpfades – meist 3° – am Glide Slope Intercept Point; der liegt meist 10 NM vor der Schwelle, 3.000 ft über der Schwelle; bis dahin muss auch die Fluggeschwindigkeit reduziert sein, da sie im Sinkflug nicht mehr richtig abgebaut werden kann; jeder Flugplatz hat seine eigenen veröffentlichten ILS-Landeverfahren, die sich aber meist an dieses von der ICAO empfohlene Verfahren halten; die Trennung von Erfliegen des Landekurses und Beginn des Sinkfluges soll den Piloten in der kritischen Landephase entlasten und genügend Zeit zur Stabilisierung des Endanfluges und zum Abarbeiten der Checklisten geben. |  |
| GS out       | Glide Slope unserviceable                                           | Gleitweg außer Betrieb |  |
| GT           | Grid Track                                                          | Gitternetzkurs |  |
| GTC          | Ground Turbine Compressor                                           | |  |
| GTC          | Gas Turbine Compressor                                              | |  |
| GTG          | Gate-to-Gate                                                        | |  |
| GTOW         | Glider Towing Related Event                                         | Mit dem Schleppen eines Segelflugzeugs zusammenhängendes Vorkommnis |  |
| GTOW         | Gross Takeoff Weight                                                | Brutto-Startgewicht |  |
| GÜ           |                                                                     | Grundüberholung, Generalüberholung (siehe Wartung) |  |
| GVT          | Ground Vibration Tests                                              | bei Standschwingversuchen wird das Eigenschwingverhalten der Flugzeugstruktur ermittelt |  |
| GW           | Gross Weight                                                        | aktuelles Flugzeuggewicht, Startmasse |  |
| GWT          | Gross Weight                                                        | aktuelles Flugzeuggewicht, Startmasse |  |

zum Buchstabenanfang – G

### H
(zum nächsten Buchstaben – I) … (zum Anfang der Liste)
HA, HB, HC, HD, HE, HF, HG, HH, HI, HJ, HL, HM, HN, HO, HP, HQ, HR, HS, HT, HU, HV, HW, HX, HY, HZ
| H             | Hotel                                                                            | Int. Buchstabieralphabet (ICAO-Alphabet) |
| H             | Hour                                                                             | Stunde (z. B. H+05 = 5 Minuten nach jeder vollen Stunde) |
| H             | High Level (Chart Designator)                                                    | hoch (z. B. High Level IFR Charts) |
| H             |                                                                                  | Economy Class Spezialtarif (Buchungscode der Lufthansa und Star Alliance) – siehe: Buchungsklasse |
| H             | Heavy                                                                            | Gewichtsklasse schwer; schweres Flugzeug (muss wegen der starken Wirbelschleppen bei jedem Funk-Erstkontakt dazugesagt werden) – (Maximum Take Off Weight) MTOW ≥ 136 t |
| H (+ number)  | Minutes past the Full Hour                                                       | Minuten nach der vollen Stunde (z. B. neue Wettermeldungen immer H+15) |
| H             |                                                                                  | Economy Class Spezialtarif (Buchungscode der Lufthansa und Star Alliance) – siehe: Buchungsklasse |
| H24           | Continuous Day and Night Service                                                 | ununterbrochener Betrieb bei Tag und Nacht; Tag- und Nachtbetrieb |
| H24/7         | Continuous Day and Night Service – every day                                     | ununterbrochener Betrieb bei Tag und Nacht – 24 Stunden – 7 Tage die Woche |
| HAA           | Height Above Airport                                                             | Höhe über Flugplatz (für einen circling approach) |
| HAE UAV       | High Altitude Endurance Unmanned Aerial Vehicle                                  | unbemanntes Flugobjekt für Langzeitaufklärung in großen Höhen, z. B. RQ-4A Global Hawk – eine Drohne der U.S. Air Force |
| HAG           | Helicopter training wing (East German AF)                                        | Hubschrauberausbildungsgeschwader (ostdeutsche Luftstreitkräfte der Nationalen Volksarmee) |
| HAI           | Helicopter Association International                                             | Interessenverband von Herstellern und Betreibern ziviler Hubschrauber |
| HAL           | Height Above Landing                                                             | Höhe über dem Landepunkt |
| HALS          | High Approach Landing System                                                     | hohes Anfluglandeverfahren – siehe HALS/DTOP |
| HALS/DTOP     | High Approach Landing System/Dual Threshold Operation                            | hohes Anfluglandeverfahren/Zweischwellenbetrieb – siehe HALS/DTOP |
| HAPI          | Holding as previously instructed                                                 | |
| HAR           | High Altitude Redesign                                                           | |
| HARM          | High Speed Anti-Radiation Missile                                                | |
| HARS          | Heading Altitude and Reference System                                            | |
| HAS           | Hardened Aircraft Shelter                                                        | (auch: Protective Aircraft Shelter – PAS) Flugzeugbunker |
| HAT           | Height Above Touchdown; Height Above Threshold                                   | Höhe über dem Aufsetzpunkt (bei einer Verfahrenskurve) |
| HAWB          | House Airway Bill (Cargo Code)                                                   | Hausluftfrachtbrief des Spediteurs |
| HAZ           | Hazard                                                                           | Gefahr |
| HAZMAT        | Hazardous Materials                                                              | Gefahrstoffe |
| HBN           | Hazard Beacon                                                                    | Gefahrenfeuer |
| HBB           | Hot Battery Bus                                                                  | |
| H/C           | Helicopter                                                                       | Hubschrauber, Helikopter (Schweiz) |
| HCA           | Heading Crossing Angle                                                           | |
| HD            | Heading                                                                          | Steuerkurs = Richtung der Flugzeuglängsachse |
| HDD           | Head Down Display                                                                | (elektronische) Bildschirmanzeige im Instrumentenbrett, im Gegensatz zum Head-Up-Display – HUD |
| HDF           | Hight Frequency Direction Finding Station                                        | Kurzwellenpeilstelle |
| HDG           | Heading                                                                          | Steuerkurs (Richtung in die die Flugzeugnase zeigt); Flugrichtung |
| HDG HOLD      | Heading Hold                                                                     | (aktuelle) Flugrichtung beibehalten – Modus am Autopiloten |
| HDG SEL       | Heading Select                                                                   | Flugrichtung gewählt – Modus am Autopiloten |
| HDOP          | Horizontal Dilution of Precision                                                 | horizontale Verwischung der GPS-Genauigkeit (SA) |
| HDT           | Heading True                                                                     | rechtweisender Steuerkurs – siehe: Kurs (Navigation) |
| HDTA          | High density traffic airport                                                     | |
| HEA           | Heavy Cargo Piece (Cargo Code)                                                   | schweres Einzelfrachtstück (über 150 kg) |
| HEC           | Human external cargo                                                             | |
| HEG           | Hatching Eggs (Cargo Code)                                                       | Legeeier |
| HEIU          | High Energy Ignition Unit                                                        | |
| HEL           | Helicopter                                                                       | Hubschrauber |
| HEL-H         | Heavy Helicopter                                                                 | |
| HEL-L         | Light Helicopter                                                                 | |
| HEL-M         | Medium Helicopter                                                                | |
| HELI          | Heliport                                                                         | Hubschrauberlandeplatz |
| HEMS          | Helicopter Emergency Medical Services                                            | (HEMS Crew Member) – Rettungshubschrauber-Besatzungsmitglied |
| HEPA          | High Efficiency Particulate Absorbing                                            | Partikelfilter in der Klimaanlage des Flugzeuges (Luftfilter) |
| HESLO         | Helicopter External Sling Load Operations                                        | |
| HF            | High Frequency                                                                   | Frequenzbereich zwischen 3 MHz bis 30 MHz, Decametric waves (Kurzwelle – Hochfrequenz) |
| HF            | Human Factors                                                                    | |
| HFDS          | Head-up Flight Display System                                                    | |
| HFlgRgt       | Army Air Wing (German Army)                                                      | Heeresfliegerregiment |
| HFML          | High Fibre Meal (Catering Code)                                                  | ballaststoffreiches Essen – siehe: Flugzeugessen |
| HFOM          | Helicopter Flight Operation Manual                                               | |
| Hg, HG        | Mercury                                                                          | Quecksilber (inch Quecksilbersäule, barometrische Maßeinheit); amerikanische Druckeinheit, 1 inch Hg = 33,86 hPa; 1 inch Hg = 3386 Pa; 29,92 inHG = 1013,25 hPa. (siehe auch: Torr) – mmHg (Millimeter Quecksilbersäule)                                                                           |
| HG            | High Glideslope                                                                  | Teil des Three-Bar-VASI (3,25°) |
| HG            | hang glider                                                                      | Hängegleiter |
| HGS           | Head-up Guidance System                                                          | siehe: Head-Up-Display |
| HGT           | Height (or Height Above)                                                         | Höhe, Höhe über Grund GND |
| HGW           | High Gross Weight                                                                | z. B. HGW-Version der Boeing 717 |
| HH+           | All Synoptic Hours                                                               | alle Wetterbeobachtungszeiten; 00:00; 03:00; 06:00; 09:00 usw. |
| HHLD          | Heading Hold                                                                     | Kurs halten (Modus am Autopiloten) |
| HI            | Hight                                                                            | hoch |
| HI            | Hight Altitude                                                                   | oberer Luftraum (über Flugfläche 245 bzw. 285 – siehe: Luftraumstruktur); Höhen-…; Höhe |
| HI            | Hight Intensity                                                                  | Hochleistungsbefeuerung |
| HI            | Heading Indicator                                                                | verstellbare Richtungsmarkierung im Kurskreisel |
| HIAL          | Hight Intensity Approach Lights                                                  | Hochleistungsanflugbefeuerung |
| HIALS         | Hight Intensity Approach Light System                                            | Hochleistungsanflugbefeuerungssystem |
| HIFR          | Helicopter In-Flight Refueling                                                   | Luftbetankung bei Hubschraubern |
| HIGE          | Hovering in Ground Effect                                                        | Schweben im Bodeneffekt – siehe Bodeneffekt#Hubschrauber |
| HIRCLL        | High Intensity Runway Center Line Lights                                         | Hochleistungsmittellinienbefeuerung |
| HIRF          | High Intensity Radiation Field                                                   | Schutz gegen Störstrahlung hoher Intensität/Blitzschutz |
| HIRL          | High Intensity Runway Lights                                                     | Hochleistungsbahnbefeuerung, Hochleistungs-Start- und Landebahnbefeuerung (siehe: Befeuerung) |
| HIRO          | High Intensity Runway Operation System                                           | Nach Landungen auf hoch frequentierten Landebahnen sollen Flugzeuge in Abhängigkeit vom Flugzeugtyp vorgegebene Abrollwege benutzen |
| HIRTA         | High Intensity Radio Transmission Area                                           | Gebiet hoher elektromagnetischer Feldstärke (Kartensymbol nach AIP) |
| HISAR         | Hughes Integrated Surveillance and Reconnaissance                                | ein Radarsystem, das für die Drohne Global Hawk verwendet wird |
| HIWAS         | Hazardous Inflight Weather Advisory Service                                      | Wetter-Warnung via VOR-Stationen; Beratungsdienst für Wettergefahren im Flug |
| HJ            | Sunrise to Sunset                                                                | Sonnenaufgang bis Sonnenuntergang (J steht für Jour – Tag) |
| HJ (+ number) | from Sunrise to (number) minutes after Sunset                                    | Sonnenaufgang bis (Zahl) Minuten nach Sonnenuntergang (J steht für Jour – Tag) |
| H-L           | Combines High-Low Level Chart                                                    | kombinierte Navigationskarte für hohe und niedrige Navigation |
| HL            | High Lift                                                                        | Hochauftrieb |
| HL            | High Level (beginning from FL 260)                                               | hoch – ab Flugfläche 260 |
| HL            | Height Loss                                                                      | |
| HLCPTR        | Helicopter                                                                       | Hubschrauber |
| HLD           | Hold                                                                             | halten, anhalten |
| HLDG          | Holding                                                                          | Warteverfahren (Warteschleife) |
| HLDG          | Holding point                                                                    | Haltepunkt (Beispiel: taxi HLDG PSN) |
| HLD Y         | Hold Year (Clock)                                                                | Jahr anhalten (Uhr) |
| HLDYS         | Holidays                                                                         | Feiertage |
| HLF(C)        | Hybrid Laminar Flow (Control)                                                    | Grenzschichtabsaugung an der Flügelvorderkante zur Laminarisierung der Strömung |
| HLPT          | Heliport                                                                         | Hubschrauberlandeplatz |
| HMA           | Unit Load Device (ULD)                                                           | IATA-ID-Code für einen bestimmten Typ Luftfrachtkontainer – Pferdestall für drei Pferde |
| HMD           | Helmet Mounted Display                                                           | helmintegriertes Display (für Hubschrauberpiloten) |
| HMF           | Heavy Maintenance Facility                                                       | Werkstatt für Schwerlast-Wartungsarbeiten |
| HMJ           | Unit Load Device (ULD)                                                           | IATA-ID-Code für einen bestimmten Typ Luftfrachtkontainer – Pferdestall für drei Pferde |
| H/MOTEL       | Hotel/Motel                                                                      | Hotel/Motel |
| HMU           | Hydromechanical Unit, Hydromechanical Control Unit                               | (Boeing 737 NG) – Messdüse, die die Treibstoffmenge kontrolliert, die zu den Brennkammern der Triebwerk gelangen; die HMU hat auch ein Schließventil (fuel high-pressure shutoff valve – HPSOV), das schließt, wenn der Start lever („Treibstoffhahn“) im Cockpit auf CUTOFF („AUS“) gestellt wird |
| HMV           | Heavy Maintenance Visits                                                         | D-Check (nur bei Swissair) |
| HN            | Sunset to Sunrise (Hours Night); Night Service                                   | Sonnenuntergang bis Sonnenaufgang |
| HN (+ number) | from Sunset to (number) minutes after Sunrise                                    | von Sonnenuntergang bis (Zahl) Minuten nach Sonnenaufgang |
| HNGR          | Hangar                                                                           | |
| HNML          | Hindu Meal (Catering Code)                                                       | Hindu-Essen – siehe: Flugzeugessen |
| HO            | Hours of Service: Service Available to Meet Operational Requirements             | die Betriebszeit ist den operationellen Bedürfnissen angepasst |
| HOAE          | Horizontally-Opposed Aircraft Engines                                            | Flugmotor-Boxermotor |
| HOCSR         | Host/Oceanic Computer System Replacement                                         | |
| HOGE          | Hovering out of Ground Effect                                                    | Schweben außerhalb des Bodeneffekts – siehe Bodeneffekt#Hubschrauber |
| HOL           | Holiday                                                                          | Feiertag |
| HOLD          | Holding Pattern                                                                  | Warteschleife, Warteverfahren |
| HOO           | Helicopter Operating Officer                                                     | Hubschrauber-Einsatzoffizier |
| HOP           | Helicopter Operations                                                            | Hubschrauberbetrieb |
| HOR           | Horizontal                                                                       | horizontal |
| HORIZ         | Horizontal                                                                       | horizontal |
| HORTU         | horaire temps universel                                                          | GMT |
| HORZ          | Horizon                                                                          | Horizont |
| HOSP          | Hospital                                                                         | Krankenhaus |
| HOT           | Holdover Time                                                                    | Vorhaltezeit – die Zeit, in der das Flugzeug vor Wiedervereisung geschützt ist – siehe: Flugzeugenteisung |
| HOTAS         | Hands on Throttle and Stick                                                      | beide Hände an Schubregler und Steuerknüppel – (Steuerungskonzept in Kampfjets – zur Bedienung aller während des Fluges benötigten Bedienelemente) |
| HP            | High Pressure                                                                    | Hochdruck (z. B. HP Bleed Air – Hochdruck-Zapfluft) |
| HP            | Holding Pattern                                                                  | Warteschleife (meist über einem Vor-Funkfeuer als Fixpunkt) |
| HP            | Horse Power                                                                      | Pferdestärke (PS) |
| HPA; hPa      | Hektopascal                                                                      | Hektopascal (Maßeinheit); 1 hPa = 100 Pa. |
| HPA           | Human Powered Aircraft                                                           | Muskelkraft-Flugzeug |
| HPC           | High Pressure Compressor                                                         | Hochdruck-Verdichter (einer Turbine) |
| HPL           | Horizontal Protection Level                                                      | (Flugsicherung) |
| HPSOV         | High Pressure Shutoff Valve                                                      | |
| HPT           | High Pressure Turbine                                                            | Hochdruck-Turbine |
| HQ            | Headquarters                                                                     | Hauptquartier |
| HR            | Hour                                                                             | Stunde |
| HRL           | High Intensity Runway Edge Lighting                                              | Pistenrandbefeuerung mit hoher Intensität |
| HRS           | Hours                                                                            | Stunden |
| hr/s          | Hour/s                                                                           | Stunde/n |
| HRS           | High Speed Research (NASA)                                                       | |
| HS            | Service Available During Hours of Scheduled Operations                           | Verfügbar während der Zeiten des planmäßigen Verkehrs |
| HS            | Helicopter squadron (East German Border Troops)                                  | Hubschrauberstaffel (ostdeutsche Grenztruppen der DDR) |
| H2S           |                                                                                  | H2S (Navigation) (Radarsystem der britischen Bomber im Zweiten Weltkrieg) |
| HSAC          | Helicopter Safety Advisory Council                                               | (USA) |
| HSCT          | High-Speed Civil Transport                                                       | |
| HSD           | Horizontal Situation Display                                                     | (siehe Horizontal Situation Indicator) |
| HSEL          | Heading Select                                                                   | Richtungswahl (Modus am Autopiloten) |
| HSF           | Horizontal Stabilizer Fuel                                                       | |
| HSFA          | Command and Observation Helicopter Squadron (East German Army)                   | Hubschrauberstaffel der Führung und Aufklärung (der ostdeutschen Nationalen Volksarmee) |
| HSI           | Horizontal Situation Indicator                                                   | Integriertes Gerät aus VOR- bzw. TACAN-Empfänger und Kompass; Kombi-Instrument aus Kurskreisel und VOR- bzw. TACAN-Anzeige zur Flugweganzeige; Instrument für die Funknavigation |
| HSI           | Hot Surface Ignition                                                             | |
| HSI           | Hot Section Inspection                                                           | Inspektion der heißen Triebwerkssektion (z. B. APU HSI – Auxiliary Power Unit) |
| HST           | High Speed Turn-Off, High Speed Taxiway                                          | Hochgeschwindigkeitsrollweg (um schnell die Landebahn fei zu machen) |
| HST           | Horizontal Stabilizer Tank                                                       | |
| HT            | Heat                                                                             | Hitze |
| HTHL          | Horizontal Takeoff Horizontal Landing                                            | |
| HTI           | Hard Time Item                                                                   | Nach bestimmten Zeitintervallen zu wechselndes Bauteil |
| HTR           | Heater                                                                           | Heizung |
| HTZ           | Helicopter Traffic Zone                                                          | Hubschrauberverkehrszone |
| Hub           |                                                                                  | zentraler Verteiler, Flughafen der räumliches Zentrum eines Hub-&-Spoke-Systems ist |
| Hub           |                                                                                  | Propellernabe |
| HUD           | Head-Up-Display                                                                  | Sichtsystem; Datendarstellung auf Frontscheibe; im Gegensatz zum Head Down Display – HDD |
| HUGS          | Head-Up Guidance System                                                          | |
| HUM           | Human Remains (Cargo Code)                                                       | Leichentransport |
| HUMS          | Health and Usage Monitoring System                                               | Zustandsüberwachung |
| HVAC          | Heating, Ventilating and Air Conditioning                                        | (siehe Klimaanlage (Flugzeug)) |
| HVOR          | High Altitude VOR                                                                | Strecken-Drehfunkfeuer (???) (im Gegensatz zu LVOR – Low Altitude VOR) |
| HVY           | Heavy                                                                            | schwer (Wetterschlüssel für METAR und TAF) |
| HW            | Heavy Weight                                                                     | |
| HW            | Head Wind                                                                        | Gegenwind (oft verwendet in der Kombination: HW/TW; Head Wind/Tail Wind; Gegenwind/Rückenwind) |
| HWC           | Head Wind Componente                                                             | Gegenwindkomponente; Gegenwind-Anteil des Seitenwindes |
| HWD           | Horizontal Weather Depiction                                                     | |
| HWT           | Hochwertteil/Hochwertteilegewinnung                                              | |
| HWY           | Highway                                                                          | Autobahn oder besser Fernverkehrsstraße |
| HX            | Not Permanently Active; No Specific Working Hours                                | keine festgelegte Betriebszeit; nicht ständig wirksam; nur zeitweise aktiv |
| HYD           | Hydraulic                                                                        | Hydraulisch (z. B. hydraulische Pumpe – HYD PUMP) |
| HYDIM         | Hydraulic Interface Module                                                       | (Boeing 747, Boeing 777) |
| HYQUIM        | Hydraulic Quantity Interface Module, Hydraulic Digital Quantity Interface Module | (Boeing 747) |
| HYJ           | Unit Load Device (ULD)                                                           | IATA-ID-Code für einen bestimmten Typ Luftfrachtkontainer – Pferdestall für drei Pferde |
| HZ            | Haze                                                                             | trockener Dunst, Staubtrübung (Wetterschlüssel für METAR und TAF) |
| Hz, HZ        | Hertz                                                                            | Hertz (Einheit) |
| HZRDS         | hazardous                                                                        | gefährlich |

zum Buchstabenanfang – H

### I
(zum nächsten Buchstaben – J) … (zum Anfang der Liste)
IA, IB, IC, ID, IE, IF, IG, IH, IE, II, IM, IN, IO, IP, IR, IS, IT, IV
| I           | India                                                                                         | Int. Buchstabieralphabet (ICAO-Alphabet) |
| I           | Island                                                                                        | Insel |
| I           | (Fuel) Injection                                                                              | Kraftstoffeinspritzung (Teil der Typenbezeichnung bei Flugmotoren – z. B. Lycoming IO-540) |
| I           | Infants                                                                                       | Kleinkinder – z. B. Angabe zu Passagieren: PAX (A/C/I) |
| IA          | Intermediate Altitude                                                                         | Zwischenanflughöhe |
| IAA         | Initial Approach Altitude                                                                     | Anfangsanflughöhe; Höhe zu Beginn des Anfluges; Anflughöhe |
| IAA         | Irish Aviation Authority                                                                      | |
| IAAE        | International Association of Airport Executives                                               | |
| IAC         | Indirect Air Carrier                                                                          | (USA) ein indirekter Luftfrachttransporteur ist jedes US-Unternehmen und jeder US-Bürger, der indirekt mit der Beförderung von Luftfracht beschäftigt ist. Jemand, der für ein Teilstück oder die gesamte Transportstrecke die Dienste einer US-amerikanischen oder ausländischen Frachtfluggesellschaft in Anspruch. Er unterliegt besonderen US-Sicherheitsvorschriften für die Sicherheit im Luftverkehr – zum Schutz vor nicht autorisiertem Transport von Explosivstoffen und Zündstoffen („unauthorized introduction of any explosives or incendiary“); der IAC muss entsprechende Sicherheitsschulungen durchführen und ein Sicherheitssystem beachten |
| IAC         | Instrument Approach Chart                                                                     | IFR-Anflugkarte |
| IACA        | International Air Carrier Association                                                         | |
| IAE         | International Aero-Engines AG                                                                 | Eigner: Pratt & Whitney 30 %; Rolls-Royce 30 %; MTU/DASA 11 %; JAEC (Japan) 23 %; Fiat 6 %; Firmensitz: Zürich |
| IAF         | Initial Approach Fix                                                                          | Anflugfunkfeuer; Anfangsanflugfix; Anfangsanflugpunkt |
| IAF         | Israeli Air Force                                                                             | Israelische Luftstreitkräfte |
| IAI         | Israel Aircraft Industries                                                                    | |
| IAL         | Instrument Approach and Landing Chart                                                         | Instrumentenanflug- und Landekarte |
| IAN         | Integrates Approach Navigation                                                                | |
| IAOPA       |                                                                                               | International Aircraft Owners and Pilots Association |
| IAP         | Instrument Approach Procedure                                                                 | Instrumentenanflugsablauf; Instrumentenanflugs-Verfahren (auf den IAP-Karten werden die Verfahren zum Anflug vorgeschrieben – wie Landekurs, Gleitweg, Missed Approach) |
| IAP         | Fighter Regiment (Soviet/Russian Air Force)                                                   | (russ.: Istrebitel Aviazii Rosii) |
| IAPA        | International Airline Passengers Association                                                  | |
| IAPS        | Integrated Avionics Processing System                                                         | |
| IAS         | Indicated Airspeed                                                                            | angezeigte Fluggeschwindigkeit, Gerätegeschwindigkeit, (ein Staudruckäquivalent) |
| IAT         | Indicated Air Temperature                                                                     | |
| IATA        | International Air Transport Association                                                       | Dachverband von Unternehmen des gewerblichen, internationalen Linienluftverkehrs; Internationale Luftfrachtorganisation |
| IATAN       | International Airlines Travel Agent Network                                                   | |
| IATB        | Interagency Airtanker Board                                                                   | |
| IATC        | International Aviation Training Centre                                                        | Ausbildungsorganisation für ziviles Luftfahrtpersonal: Piloten, Flugbegleiter und Flugberater – in Kiew (Ukraine); die Lizenzen werden von Russland, Belarus und den Vereinigten Arabischen Emiraten anerkannt |
| IATF        | International Airline Training Fund                                                           | |
| IATP        | International Airlines Technical Pool                                                         | Zusammenschluss von Fluglinien zur gemeinsamen Nutzung von technischem Gerät |
| IAW         | In Accordance With                                                                            | |
| I/B         | inboard                                                                                       | bordeinwärts (näher zur Flugzeuglängsachse hin); innere (z. B. Inboard-Triebwerk – bei Flugzeugen mit vier Triebwerken; im Gegensatz zu outboard – O/B) |
| IBAA        | Italian Business Aviation Association                                                         | |
| IABG        |                                                                                               | Industrieanlagen-Betriebsgesellschaft mbH – eine zentrale Analyse- und Testeinrichtung für die Luftfahrtindustrie und das Verteidigungsministerium |
| IBAP        | Fighter Bomber Regiment (Soviet/Russian Air Force)                                            | (russ.: Istrebitel Bombardirowtschik Aviazii Rosii) |
| IBIS        | ICAO Bird Strike Information System                                                           | |
| IBIT        | Initiated Built in Test                                                                       | |
| IBN         | Identification Beacon                                                                         | Kennfeuer |
| IBR         | Integrally Bladed Rotors                                                                      | siehe Blisk |
| IC          | Ice Crystals                                                                                  | Eiskristalle (Wetterschlüssel für METAR und TAF) |
| IC          | Integrity Channel                                                                             | Datenkanal zur Fehlererkennung (Fault Detection) |
| I/C         | Inspection/Check                                                                              | |
| ICA         | Instructions for Continued Airworthiness                                                      | |
| ICA         | Initial Cruise Altitude                                                                       | (siehe: Step climb) |
| ICAC        | Initial Cruise Altitude Capability                                                            | (siehe: Step climb) |
| ICAN        | International Convention for Air Navigation                                                   | |
| ICAO        | International Civil Aviation Organization                                                     | Internationale Zivilluftfahrtorganisation, eine Unterorganisation der UNO; Internationale zivile Luftfahrtorganisation |
| ICARUS      | Information Confidentially Accepted then Reported Universally for Safety                      | (Neuseeland) |
| ICAS        | International Council of the Aeronautical Sciences                                            | (hat Mitglieder aus über 20 Ländern – u. a. DGLR – Deutsche Gesellschaft für Luft- und Raumfahrt) |
| ICD         | Interface Control Document                                                                    | |
| ICE         | Icing                                                                                         | Vereisung |
| ICE         | Dry Ice (Cargo Code)                                                                          | Trockeneis |
| ICH         | IATA Clearing House                                                                           | Abrechnungszentrale der IATA-Luftverkehrsgesellschaften – gleicht Forderungen unter den Fluggesellschaften aus; (Sitz in Genf) |
| ICO         | Idle Cut-Off                                                                                  | Leanen, abmagern, maximal mageres Gemisch; Motor abstellen durch maximales Abmagern des Gemischs; z. B.: Mixture auf ICO – Gemischhebel auf Position maximal mager |
| ICP         | Interactive Control Panels                                                                    | |
| ICU         | Instrument Comparator Unit                                                                    | |
| ICW         | In conjunction with                                                                           | in Verbindung mit |
| ID          | Identification; identify                                                                      | Kennung, erkennen; Identifizierung |
| ID          | Industry Discount                                                                             | Ermäßigung für Angestellte von Fluggesellschaften u. Angehörige |
| Idaflieg    |                                                                                               | Interessengemeinschaft deutscher akademischer Fliegergruppen e. V. (Dachverband der forschenden Akafliegs in Deutschland) |
| IDENT       | Identification                                                                                | Moduseinstellung am Transponder (mit entsprechend beschriftetem Knopf) |
| IDG         | Integrated Drive Generator                                                                    | integrierter Stromgenerator – Constant Speed Drive (siehe: CSD) und Stromgenerator in einer Einheit integriert – (nur B737 NG) – entweder co-axial oder side-by-side montiert |
| IDP         | Ice Detection Probe                                                                           | Eis-Sensor (Hauptkomponente des Eiswarn- und Anzeige-Systems) |
| IDS         | Integrated Display System                                                                     | (Boeing 747) |
| IDU         | Integrated Display Unit                                                                       | |
| IEEE        | Institute of Electrical and Electronics Engineers                                             | weltweiter Berufsverband von Ingenieuren aus den Bereichen Elektrotechnik und Informatik |
| IEPR        | Integrated Engine Pressure Ratio                                                              | |
| IETM        | Interactive Electronic Technical Manuals                                                      | |
| IF          | Intermediate Fix, Intermediate Approach Fix                                                   | Zwischenanflugfix |
| IFALDA      | International Federation of Air Line Dispatchers’ Associations                                | Weltverband der nationalen Flugdienstberaterverbände |
| IFALPA      | International Federation of Air Line Pilots Association                                       | Weltverband der Verkehrspiloten |
| IFATCA      | International Federation of Air Traffic Controllers Associations                              | Dachverband der Fluglotsenverbände – International Federation of Air Traffic Controllers’ Associations |
| IFATS       | Innovative Future Air Transport System                                                        | (Zukunftsprojekt: Flug ohne Piloten, voreingestellte Flugzeuge werden nur noch vom Boden überwacht) |
| IFE         | In-flight Entertainment                                                                       | |
| IFE         | In-Flight Emergency                                                                           | Notlage während des Fluges |
| IFF         | Identification Friend/Foe                                                                     | Identifizierung Freund/Feind |
| IFIM        | International Flight Information Manual                                                       | |
| IFIS        | Integrated Flight Information System                                                          | |
| IFLOLS      | Improved Fresnel Lens Optical Landing System                                                  | optisches Landesystem auf amerikanischen Flugzeugträgern (siehe: Trägerlandung; Fresnellinse) |
| IFMC        | Integrated Flight Management Computer                                                         | (siehe Flight Management System) |
| IFO         | International Flight Operations                                                               | |
| IFOG        | Interferometric Optical Gyro System                                                           | (für die Trägheitsnavigation) |
| IFPS        | International Flight Plan Processing System; Integrated Initial Flight Plan Processing System | Internationales Flugplanverarbeitungssystem (???) |
| IFR         | Instrument Flight Rules                                                                       | Instrumentenflugregeln |
| IFSD        | In-Flight Shutdown; In-Flight Spooldown                                                       | Triebwerke im Flug ausschalten bzw. das Ausgehen der Triebwerke im Flug |
| IFSP        | In-Flight Security Personnel                                                                  | Flugsicherheitsbegleiter |
| IFSS        | International Flight Service Station                                                          | |
| IFWP        | Intermediate Fix Waypoint                                                                     | |
| IGA         | International General Aviation                                                                | Internationale Allgemeine Luftfahrt |
| IGC         | International Glider Commission                                                               | Internationale Segelflugkommission |
| IGE         | In Ground Effect                                                                              | mit Bodeneffekt |
| IGI         | Instrument Ground Instructor                                                                  | |
| IGN         | Ignition                                                                                      | Zündung (Verbrennungsmotor) |
| IGO         | (Fuel) Injection Geared (Horizontally) Opposed                                                | Boxermotor mit Untersetzungsgetriebe und Benzineinspritzung (Teil der Typenbezeichnung bei Flugmotoren – z. B. Lycoming IGO-540) |
| IGS         | Instrument Guiding System, Instrument Guidance System                                         | |
| IGSO        | (Fuel) Injection Geared Supercharged (Horizontally) Opposed                                   | Boxermotor mit Untersetzungsgetriebe, vom Motor angetriebenen Lader (Kompressor) (nicht Turbolader) und Benzineinspritzung (Teil der Typenbezeichnung bei Flugmotoren – z. B. Lycoming IGSO-540) |
| IGV         | (Rotor) Inlet Guide Vanes                                                                     | (am Triebwerk) |
| IHP         | Indicated Horse Power                                                                         | |
| II          | Instrument Instructor                                                                         | |
| ILA         |                                                                                               | Internationale Luft- und Raumfahrtausstellung Berlin |
| ILLUM       | Illuminate, Illuminated                                                                       | beleuchten, beleuchtet |
| ILS         | Instrument Landing System                                                                     | Instrumentenlandesystem (Navigationshilfen für einen Landeanflug) |
| ILVSI       | Instant Lead Vertical Speed Indicator                                                         | Variometer |
| IM          | Inner Marker                                                                                  | Platzeinflugzeichen (eines Instrumentenlandesystems); Funkfeuer, das senkrecht nach oben sendet. Es steht kurz vor der Landebahn, wird in Deutschland aber nicht verwendet. |
| IMA         | Integrated Modular Avionics                                                                   | eine Computer-/Netzwerk-Architektur in Flugzeugen |
| IMBAL       | Imbalance                                                                                     | Ungleichgewicht |
| IMC         | Instrument Meteorological Conditions                                                          | Instrumentenflug Wetterbedingungen (schlechtere Sicht als bei VMC); Wetterbedingung für IFR (Instrumentenflug) |
| IMEP        | Indicated Mean Effective Pressure                                                             | |
| IMG         | Immigration                                                                                   | Einwanderung |
| IMM         | Immediately                                                                                   | sofort! (ATC) |
| IMMED       | Immediately                                                                                   | sofort! |
| IMN         | Indicated Mach Number                                                                         | angezeigte Machzahl – das ist die am Machmeter angezeigte Zahl (Mach Meter Reading), die um den Instrumentenfehler korrigiert wurde |
| IMP         | Imperial Gallons                                                                              | Britische Gallone × 4,54 = Liter (nicht zu verwechseln mit der US-Gallone, GAL) |
| IMPR        | Improve; Improving                                                                            | verbessern, besser werdend (Wetterschlüssel für METAR und TAF) |
| IMSAFE      | Illness, Medication, Stress, Alcohol, Fatigue, Emotion                                        | Merksatz: aktuelle Flugtauglichkeit nach den FAA-Forderungen – Krankheit, Medikament, Stress, Alkohol, Ermüdung, Aufregung (trotz Pilotenlizenz und medizinischer Flugtauglichkeitsbescheinigung ist jeder Pilot noch selber verantwortlich, seine aktuelle Flugtauglichkeit vor jedem Flug selber kritisch einzuschätzen) |
| IMT         | Immediate; Immediately                                                                        | sofort |
| IMTA        | Intensive Military Training Area                                                              | Militärisches Übungsgebiet |
| IMU         | Inertial Measurement Unit                                                                     | Sensormodul für die Trägheitsnavigation (Inertiales Navigationssystem) |
| in, IN      | Inch(es)                                                                                      | Zoll (Einheit) = 2,54 cm |
| INA         | Initial Approach                                                                              | Anfangsanflug (siehe: Landeanflug) |
| INA         | International Standard Atmosphere (ISA)                                                       | Internationale Normatmosphäre |
| INAD        | Inadmissible passenger                                                                        | Fluggast, dem die Einreise verwehrt wurde |
| INBD        | Inbound                                                                                       | ankommend; Einflug- |
| INBD        | Inboard                                                                                       | Innenbord, bordeinwärts, näher an der Mittellinie als Außenbord – Outboard |
| INCERFA     | Uncertainty Phase                                                                             | Ungewissheitsstufe bei Notfällen |
| IND         | Indication, Indicator                                                                         | Anzeige (z. B. Lampe, Warnton, Zeiger) |
| INC         | in Clouds                                                                                     | in Wolken (Wetterschlüssel für METAR und TAF) |
| INC         | Incorporated                                                                                  | (amerikanische Unternehmensform, die der einer deutschen Aktiengesellschaft (AG) gleicht) |
| INCL        | Inclusive, Including, Include                                                                 | einschließlich |
| INCR        | Increase                                                                                      | verstärken, erhöhen |
| IND         | Indicator                                                                                     | Anzeige- bzw. Ablesegerät |
| IND         | Industrial                                                                                    | Industrie-… |
| INDEF       | Indefinitely                                                                                  | unbestimmt |
| INF         | Infant                                                                                        | Baby (bis zum vollendeten zweiten Lebensjahr) |
| INFLT       | Inflight                                                                                      | während des Fluges |
| INFO        | Information                                                                                   | Rufzeichen für den Turm auf einem unkontr. Flugplatz |
| INFORMATION | Information                                                                                   | Information, Auskunft, Rufzeichen für den Fluginformationsdienst FIS |
| INHB        | Inhibition                                                                                    | Hemmung, Sperrung |
| in. HG      | inches of Mercury                                                                             | Zoll Quecksilbersäule (siehe auch Torr) |
| INIT        | Initial                                                                                       | Anfangs-… |
| INIT        | Initialize, Initialization                                                                    | initialisieren (Eingabeseite im FMS) |
| INIT FL     | Initial Flight Level                                                                          | vorgesehene Reiseflughöhe (wird evtl. später durch Step Climb höher) |
| INLS        | Integrated Navigation and Landing System                                                      | |
| INMARSAT    | International Maritime Satellite Organisation                                                 | Internationale Organisation zur Nutzung von Fernmeldesatelliten |
| INOP        | Inoperative                                                                                   | außer Betrieb; defekt; stillgelegt; ausgefallen |
| INP         | If Not Possible                                                                               | wenn nicht möglich |
| INPH        | Interphone                                                                                    | Gegensprechanlage; Bodsprechanlage (F-INPH: flightdeck interphone – zwischen den Piloten; S-INPF: service interphone – mit den Flugbegleitern) |
| INREQ       | Request for Information                                                                       | |
| INS         | Inertial Navigation System                                                                    | Trägheitsnavigationssystem |
| INS         | Inches                                                                                        | Zoll (Einheit) = 2,54 cm |
| INSP        | Inspection                                                                                    | Inspektion |
| INST        | Instrument                                                                                    | Anzeigeinstrumente |
| INSTL       | Installed, Installation                                                                       | angeschlossen, in Betrieb |
| INSTR       | Instrument                                                                                    | Anzeigeinstrumente (z. B. INSTR APP – Instrumentenanflug) |
| INT         | Intersection                                                                                  | Kreuzung von Luftstraßen; Luftkreuzung |
| INT         | Interphone                                                                                    | |
| INTAM       | Internal (Company) Notice to Airmen                                                           | (Firmen-) Interne NOTAM (z. B. bei Fluglinien) |
| INTC        | Intercept Course                                                                              | |
| Intcp       | Intercept                                                                                     | einfangen (Kurs auf den Leitstrahl eindrehen) |
| INTER       | Intermittent                                                                                  | aussetzend, unterbrochen |
| INTL        | International                                                                                 | International |
| INTLKS      | Interlocks                                                                                    | |
| INTNSTY     | Intensity                                                                                     | Intensität |
| INTRCHNG    | Interchange                                                                                   | |
| INTRMT      | Intermittent                                                                                  | intermittierend, abwechselnd |
| INTRSCTN    | Intersection                                                                                  | Kreuzung von Luftstraßen; Luftkreuzung |
| INTS        | Intense                                                                                       | intensiv |
| INTSF       | Intensifying                                                                                  | stärker werdend (Wetterschlüssel für METAR und TAF) |
| INTST       | Intensity                                                                                     | Intensität, Stärke (Wetterschlüssel für METAR und TAF) |
| INTSXN      | Intersection                                                                                  | Kreuzung von Luftstraßen; Luftkreuzung |
| INTV        | Intervention                                                                                  | eingreifen (z. B. SPD INTV – Speed Intervention) |
| INU         | Inertial Navigation Unit                                                                      | |
| INV         | Static Inverter                                                                               | |
| INV         | Invalid                                                                                       | ungültig |
| IO          | (Fuel) Injection (Horizontally) Opposed                                                       | Boxermotor mit Benzineinspritzung (Teil der Typenbezeichnung bei Flugmotoren – z. B. Lycoming IO-540) |
| IOC         | Indirect Operating Costs                                                                      | indirekte Betriebskosten |
| IOE         | Initial Operating Experience; Line Training                                                   | Trainingsphase des Piloten im Liniendienst (durch einen Trainingskapitän – Senior IOE Captain) – ein von der FAA gefordertes Trainingsprogramm, bevor der First Officer seinen Liniendienst aufnehmen kann |
| IOE         | Inlet over Exhaust                                                                            | gegengesteuerte Ventilbetätigung an einem Verbrennungsmotor |
| IOL         | (Fuel) Injection (Horizontally) Opposed Liquid (Cooling)                                      | Boxermotor mit Benzineinspritzung und Wasserkühlung (Teil der Typenbezeichnung bei Flugmotoren – z. B. Continental IOL-200) |
| IOM         | Input/Output Module (A320)                                                                    | |
| IOSA        | IATA Operational Safety Audit                                                                 | |
| IP          | Initial Point                                                                                 | Navigationspunkt für den Anflug auf ein Bodenziel |
| IP          | Instructor Pilot                                                                              | Fluglehrer |
| IP          | Intermediate Pressure                                                                         | mittlerer Druck (zwischen Low Pressure und High Pressure – Turbine und Kompressor am Triebwerk) |
| I/P         | Input                                                                                         | Eingabe |
| IPAI/D      | Identification Position Altitude Intentions (or) Destination                                  | |
| IPC         | Instrument Proficiency Check                                                                  | |
| IPC         | Illustrated Parts Catalog                                                                     | illustrierter Teilekatalog |
| IPS         | Ice Protection System                                                                         | |
| IR          | Instrument Rating                                                                             | Instrumentenflugberechtigung |
| IR          | Instrument Restricted Controlled Airspace                                                     | kontrollierter Luftraum, der nur für IFR zugelassen ist |
| IR          | Ice On Runway                                                                                 | Eis auf der Start- und Landebahn (Wetterschlüssel für METAR und TAF) |
| IR          | Military Training Route – Instrument; IFR Military Training Route                             | auf Luftfahrtkarten publizierte militärische Trainingsroute für militärische Übungsflüge (Instrumentenflüge – IFR) – analog dazu für Sichtflüge heißen die Routen VR – Military Training Route – VFR |
| IR          | Infrared                                                                                      | Infrarotstrahlung |
| IR          | Inertial Reference                                                                            | |
| IRE         | Instrument Rating Examiner                                                                    | Prüfer der Instrumentenflugberechtigung |
| IR(H)       | Instrument Rating for Helicopters                                                             | Instrumentenflugberechtigung für Hubschrauber |
| IRI         | Instrument Rating Instructor                                                                  | Instrumentenfluglehrer |
| IRMP        | Inertial Reference Mode Panel                                                                 | (siehe Inertial Reference System) |
| IRP         | Intermediate Rated Power                                                                      | |
| IRREG       | Irregular                                                                                     | unregelmäßig |
| IRS         | Inertial Reference System                                                                     | Trägheitsreferenzsystem; Trägheitsbezugssystem – eine Komponente des Flight Management Systems (FMS); das System misst ohne externe Referenzen die Bewegungen des Flugzeuges und bestimmt so die Position und die Fluglage |
| IRU         | Inertial Reference Unit                                                                       | Trägheitsreferenzsystem; Trägheitsbezugssystem – eine Komponente des Flight Management Systems (FMS) – mit Laserring-Gyroskopen und Beschleunigungssensoren zur Bestimmung der Flugbewegung in den drei Raumachsen – liefert die Lagereferenz für das IRS – Inertial Reference System |
| IS          | Island                                                                                        | Insel |
| ISA         | ICAO Standard Atmosphere; International Standard Atmosphere                                   | Standard-Wetterbedingungen (Luftdruck 1013,25 hPa = 29,92 inHg; Temperatur 15 °C, 0 % Luftfeuchtigkeit; Temperaturabnahme 2 °C je 1000 Fuß; Dichte: 0,002378 slugs/cu.ft.) |
| ISAR        | Inverse Synthetic Aperture Radar                                                              | abbildendes Radar – liefert eine zweidimensionale Darstellung eines Geländesausschnittes |
| IS-BAO      | International Standard for Business Aircraft Operations                                       | |
| ISFD        | Integrated Standby Flight Display                                                             | an Stelle des vorher gebräuchlichen mechanischen Reservesystems (mechanischer Artificial Horizon und ASI/Altimeter) |
| ISIS        | Integrated Standby Instrument System                                                          | |
| ISL         | Island                                                                                        | Insel |
| ISLN        | Isolation                                                                                     | Isolierung (Abtrennung) |
| ISMLS       | Interim Standard Micro-Wave Landing System                                                    | |
| ISO         | Instead Of                                                                                    | anstatt |
| ISOL        | Isolated                                                                                      | isoliert; vereinzelt (Wetterschlüssel für METAR und TAF) |
| ISWL        | Isolated Single Wheel Load                                                                    | |
| ITC         | Inter Tropic Conversion                                                                       | Innertropische Konvergenzzone – über dem Äquator (Wetterschlüssel für METAR und TAF) |
| ITCZ        | Inter-Tropical Convergence Zone                                                               | Innertropische Konvergenzzone |
| ITH         | Intensivtransporthubschrauber                                                                 | |
| ITT         | Interstage Turbine Temperature                                                                | Temperatur zwischen den Turbinenstufen |
| ITU         | International Telecommunication Union                                                         | Internationale Fernmeldeunion |
| IVAO        | International Virtual Aviation Organization                                                   | Internationale Virtuelle Luftfahrt Organisation (Flugsimulation) |
| IVRS        | Interim Voice Response System                                                                 | |
| IVS         | Interactive Videodisk System                                                                  | (Boeing 747, Boeing 767) |
| IVSI        | Instantaneous Vertical Speed Indicator                                                        | Variometer |

zum Buchstabenanfang – I

### J
(zum nächsten Buchstaben – K) … (zum Anfang der Liste)
JA, JB, JC, JE, JG, JH, JH, JM, JN, JO, JP, JR, JS, JT, JU
| J            | Juliet                                                                              | Int. Buchstabieralphabet (ICAO-Alphabet) |
| J            | Jet Route, Jet Airway                                                               | Jetrouten; Jetluftstraßen; obere Luftstraßen (in den USA); siehe auch V – Victor Airways                                                                           |
| J            |                                                                                     | Business Class Premiumtarif (Buchungscode der Lufthansa und Star Alliance) – siehe: Buchungsklasse                                                                 |
| JAA          | Joint Aviation Authorities                                                          | Zusammenschluss der zivilen Luftfahrtbehörden von 34 europäischen Ländern                                                                                          |
| JAA INT/POL  | JAA Interim Policy                                                                  | vorläufiges Verfahren (Joint Aviation Authorities) |
| JaboG        | Fighter Bomber Wing (GAF)                                                           | Jagdbomber – Geschwader |
| JACDEC       | Jet Airliner Crash Data Evaluation Centre                                           | Autoren, die Daten von Flugzeugabstürzen auf der ganzen Welt sammeln, Sitz in Hamburg                                                                              |
| JAL          | Jet Approach Landing Charts                                                         | |
| JAN          | January                                                                             | Januar |
| JAN          | Unit Load Device (ULD)                                                              | IATA-ID-Code für einen bestimmten Typ Luftfrachtkontainer – Kühliglu                                                                                               |
| JAR          | Joint Aviation Regulations; Joint Aviation Requirement                              | Luftfahrtvorschriften der Europäischen Luftfahrtbehörde – siehe: Joint Aviation Authorities; europäische Luftfahrt-Richtlinien; Europäische Luftfahrtanforderungen |
| JAR-APU      | Joint Aviation Requirements – Auxiliary Power Unit                                  | spezielle JAR-Vorschriften – siehe: Joint Aviation Authorities |
| JAR-AWO      | Joint Aviation Requirements – All Weather Operations                                | spezielle JAR-Vorschriften – siehe: Joint Aviation Authorities |
| JAR-E        | Joint Aviation Requirements – Engines                                               | spezielle JAR-Vorschriften – siehe: Joint Aviation Authorities |
| JAR-FCL      | Joint Aviation Requirements – Flight Crew Licensing                                 | spezielle JAR-Vorschriften – zur Lizenzierung der Piloten – siehe: Joint Aviation Authorities                                                                      |
| JAR-MMEL/MEL | Joint Aviation Requirements – Master Minimum Equipment List/ Minimum Equipment List | spezielle JAR-Vorschriften – siehe: Joint Aviation Authorities |
| JAR-OPS      | Joint Aviation Requirements – Operations                                            | spezielle JAR-Vorschriften – zum Flugbetrieb – siehe: Joint Aviation Authorities                                                                                   |
| JAR-P        | Joint Aviation Requirements – Propellers                                            | spezielle JAR-Vorschriften siehe: Joint Aviation Authorities |
| JAR-STD      | Joint Aviation Requirements – Synthetic Training Devices                            | spezielle JAR-Vorschriften siehe: Joint Aviation Authorities |
| JAR-TSO      | Joint Aviation Requirements – Technical Standard Orders                             | spezielle JAR-Vorschriften siehe: Joint Aviation Authorities |
| JAR-VLA      | Joint Aviation Requirements – Very Light Aeroplanes                                 | spezielle JAR-Vorschriften siehe: Joint Aviation Authorities |
| JAST         | Joint Advanced Strike Technology                                                    | |
| JASU         | Jet Aircraft Starting Unit                                                          | Anlasseinheit für Jetflugzeuge (ähnlich wie Bodenstromaggregat) |
| JATO         | Jet Assisted Take Off                                                               | strahlantriebsunterstützter Flugzeugstart |
| JBAA         | Japan Business Aviation Association                                                 | |
| JBD          | Jet Blast Deflektor                                                                 | (auf Flugzeugträgern, am Startkatapult) |
| JBG          | Fighter Bomber Wing (East German AF)                                                | Jagdbomber-Geschwader (Luftstreitkräfte der Nationalen Volksarmee)                                                                                                 |
| JCAB         | Japanese Civil Aviation Bureau                                                      | japanische Luftfahrtbehörde |
| JEIM         | Jet Engine Intermediate Maintenance                                                 | |
| JET          | Jet Aircraft                                                                        | Flugzeuge mit Strahltriebwerk (im Gegensatz zu Kolbentriebwerk – PISTON)                                                                                           |
| Jet A        | Jet Fuel                                                                            | Turbinen Treibstoff (Kerosin); die zivile Variante von JP-1 |
| JETT         | Jettison                                                                            | Abwerfen (z. B. Abwurftank); Treibstoff ablassen – (Fuel Dump) |
| JG           | Fighter Wing (GAF, East German AF)                                                  | Jagdgeschwader, Jagdfliegergeschwader der Luftstreitkräfte der Nationalen Volksarmee                                                                               |
| JHMCS        | Joint Helmet Mounted Cueing System                                                  | |
| JMP          | Jumpseat                                                                            | Personalsitz (Kabine oder Cockpit) |
| JN           |                                                                                     | Jahresnachprüfung des Luftfahrzeugs |
| JNC          | Jet Navigation Chart                                                                | Topographische Luftfahrtkarte der US Defence Mapping Agency im Maßstab 1:2.000.000                                                                                 |
| JNP          |                                                                                     | Jahresnachprüfung des Luftfahrzeugs |
| JOC          | Jet Orientation Course                                                              | |
| JP           | Jet Propellant; Turbine Fuel                                                        | Düsentreibstoff (z. B. JP-1, JP-5, JP-8) |
| JPALS        | Joint Precision Approach and Landing System                                         | ein militärisches Allwetterlandesystem – für Präzisionsanflüge |
| JPT          | Jet Pipe Temperature                                                                | Strahltemperatur der Turbine – ähnlich: EGT (Luftfahrt) |
| JR           | Jet Route                                                                           | Jetrouten; Jetluftstraßen; hohe Luftstraßen (in den USA) |
| JSF          | Joint Strike Fighter                                                                | Lockheed Martin F-35 |
| JSSI         | JAA Safety Strategy Initiative                                                      | Arbeitsgruppe der JAA |
| JTSN         | Jettison                                                                            | Abwerfen (z. B. Abwurftank); Treibstoff ablassen – (Fuel Dump) |
| JTSO         | Joint Technical Standard Order                                                      | |
| JTST         | Jetstream                                                                           | Strahlstrom |
| JTSTR        | Jetstream                                                                           | Strahlstrom |
| JUL          | July                                                                                | Juli |
| JUN          | June                                                                                | Juni |

zum Buchstabenanfang – J

### K
(zum nächsten Buchstaben – L) … (zum Anfang der Liste)
KA, KC, KE, KG, KH, KI, KK, KM, KN, KO, KP, KS, KT, KV, KW, KZ
| K         | Kilo                                                         | Int. Buchstabieralphabet (ICAO-Alphabet) |
| K         | Knots                                                        | Knoten (Einheit) (1 kt = 1,852 km/h); 100 kt = 185,2 km/h.                                                                                         |
| K         | Kilo                                                         | Kelvin |
| KAD       |                                                              | Korps-Aufklärungs-Drohne (z. B. Dornier Do 33/KAD)                                                                                                 |
| KC        | Kerosin Cargo (Aircraft)                                     | Tankflugzeug (z. B. KC-10; KC-135) |
| KCAS      | Knots Calibrated Airspeed                                    | berichtigte Fluggeschwindigkeit in Knoten |
| KEAS      | Knots Equivalent Air Speed                                   | |
| Kg, KG    | Kilogramm                                                    | Kilogramm |
| KGH       | Kilograms Per Hour                                           | Kilogramm je Stunde |
| KGS       | Kilograms                                                    | Kilogramm |
| KHG       | Combat helicopter wing (East German Army)                    | Kampfhubschraubergeschwader (Luftstreitkräfte der Nationalen Volksarmee)                                                                           |
| kHz, KHZ  | Kilohertz                                                    | Kilohertz (Einheit der Frequenz); 1 kHz (1 Kilohertz) sind 1000 Schwingungen pro Sekunde; Damit wird die Frequenz der Navigationssender angegeben. |
| KIAS      | Knots Indicated Airspeed                                     | angezeigte Geschwindigkeit in Knoten; im Gegensatz zu MIAS (Miles per Hour Indicated Airspeed – angezeigte Geschwindigkeit in Meilen)              |
| KK        | Compass Heading                                              | Kompasskurs – Kurs in Bezug auf Kompass-Nord (also inkl. Variation und Deviation)                                                                  |
| KKS       |                                                              | Konvektions-Kondensationsniveau |
| km, KM    | Kilometer                                                    | Kilometer |
| km/h, KMH | Kilometers per Hour                                          | Kilometer pro Stunde |
| KN        |                                                              | Kompass-Nord – die Richtung, in die der Kompass zeigt – das ist wegen der Deviation nicht unbedingt der magnetische Nordpol                        |
| KOS       | Coordinate System                                            | Koordinatensystem |
| KOSIF     | Koordinationsdienst für Schießen und Flugsicherung (Schweiz) | Wurde durch DABS (CH) ersetzt |
| kPa, KPA  | Kilo Pascal (0,145 psi)                                      | Kilopascal (Druckeinheit) |
| KSML      | Kosher Meal (Catering Code)                                  | koscheres Essen – siehe: Flugzeugessen |
| KT, kt    | Knots                                                        | Knoten (Einheit) (1 kt = 1,852 km/h); 100 kt = 185,2 km/h                                                                                          |
| KTAS      | Knots True Airspeed                                          | wahre Fluggeschwindigkeit (in Knoten) |
| KVA       | Kilovolt-Ampere                                              | Kilovolt-Ampere |
| KVARS     | Kilovars                                                     | siehe: Var (Einheit) – Einheit für die Blindleistung in der elektrischen Energietechnik                                                            |
| KW, kW    | Kilowatt                                                     | Kilowatt |
| KWS       | Kilowatt                                                     | Kilowatt (Mehrzahl von kW) |
| KZO       | Small Aircraft for Target Acquisition                        | Kleinfluggerät Zielortung |

zum Buchstabenanfang – K … (zum Anfang der Liste) … (zum nächsten Buchstaben – L)